# Daihatsu Tanto
Daihatsu Tanto (яп. ダイハツ・タント) — автомобиль японской компании Daihatsu. Относится к категории кей-каров. Название автомобиля происходит от итальянского слова «tanto», что означает «много». Выпускается с 2003 года по настоящее время. Автомобили 3-го поколения собираются на заводе в посёлке Рюо.

## Первое поколение
Первое поколение автомобилей выпускалось с ноября 2003 года по декабрь 2007 года. Изначально автомобиль выпускался в кузовах UA-L350S (до июня 2004 года), LA-L360S и TA-L350S. С июня 2004 года поменялось название кузовов; автомобили стали выпускаться в кузовах CBA-L350S и ABA-L360S. На протяжении всего выпуска автомобилей первого поколения происходили модельные дополнения — всего было выпущено 8 модификаций в различных комплектациях.
Все автомобили оснащались рядным 3-цилиндровым 12-клапанным бензиновым двигателем с жидкостным охлаждением, объёмом 659 см³, мощность которого варьировалась от 58 до 64 лошадиных сил. Масса автомобиля составляла от 870 до 960 килограмм в зависимости от комплектации. Линейка двигателей состояла из моделей EF-VE, EF-DET и KF-VE. Выпускались версии с турбонаддувом. В качестве трансмиссии использовались 3- и 4-ступенчатый автомат. Некоторые комплектации имели полный привод. Также едиными были размеры кузова; длина × ширина × высота: 3395×1475×1725 мм. Объём бензобака в кузове. 

### Tanto FCHV

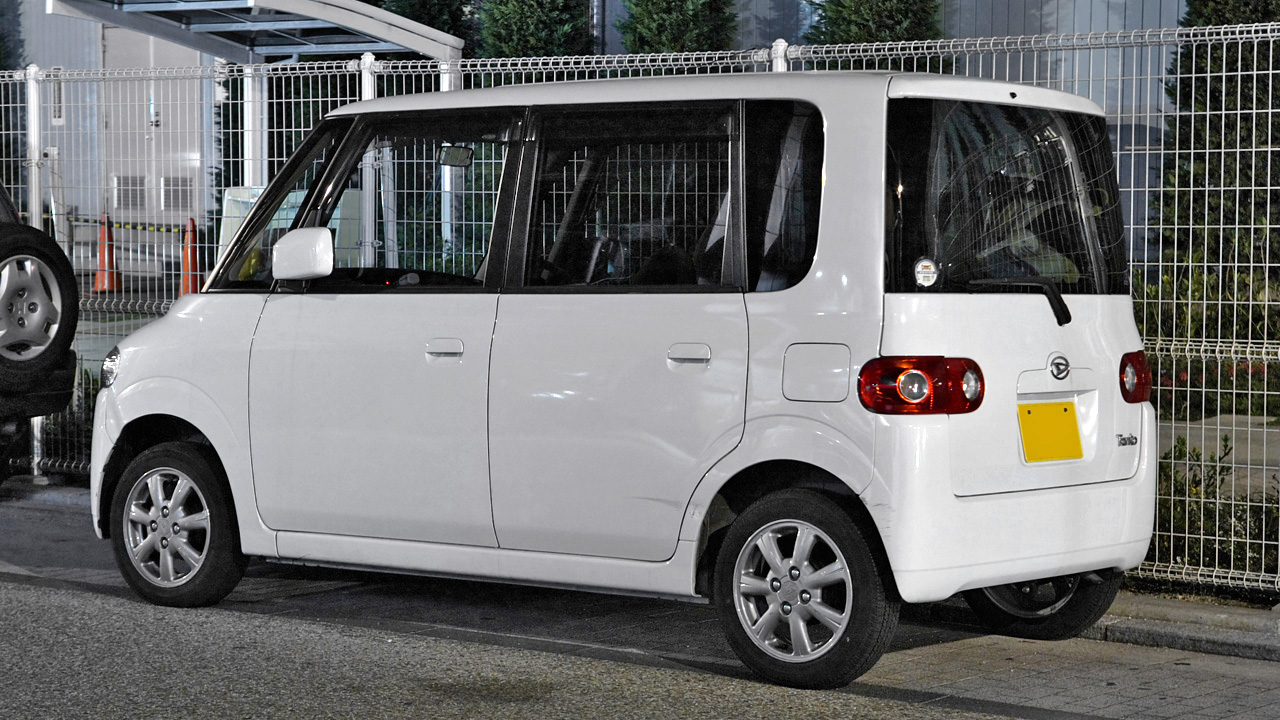
Первое поколение Daihatsu Tanto, вид сзади

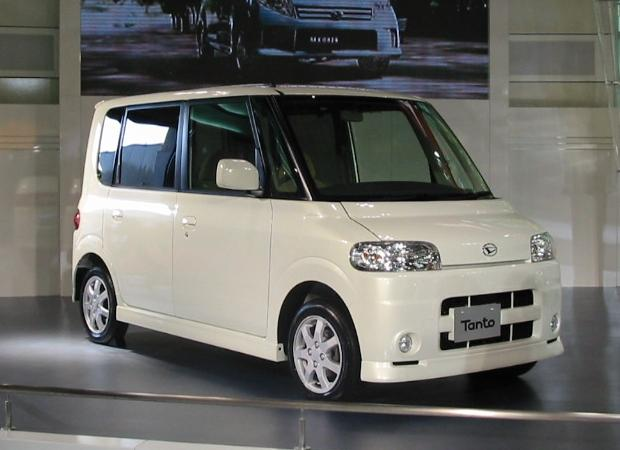
Первое поколение Daihatsu Tanto

Tanto FCHV (Fuel Cell Hybrid Vehicle) был представлен в 2005 году на Токийском автосалоне. Основанный на Tanto Custom, прототип автомобиля имеет водородный бак и электродвигатели.

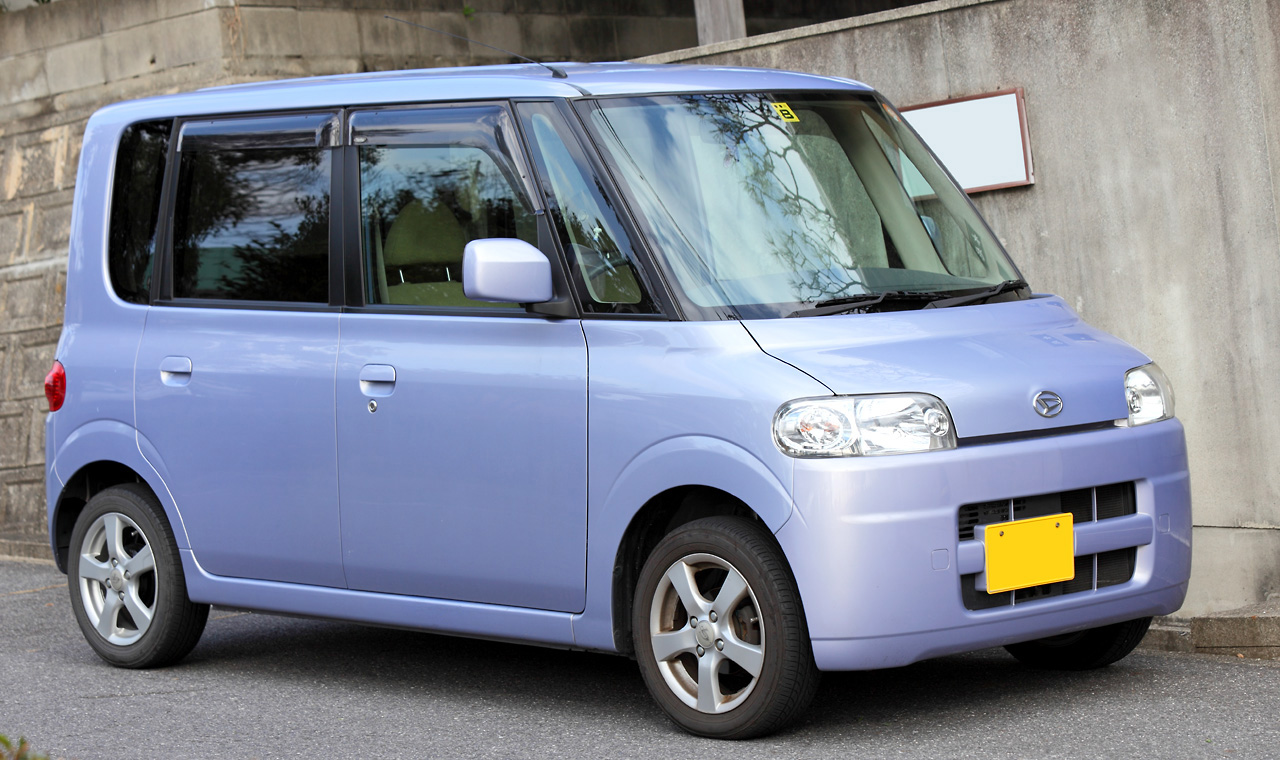
Tanto X (L350S)
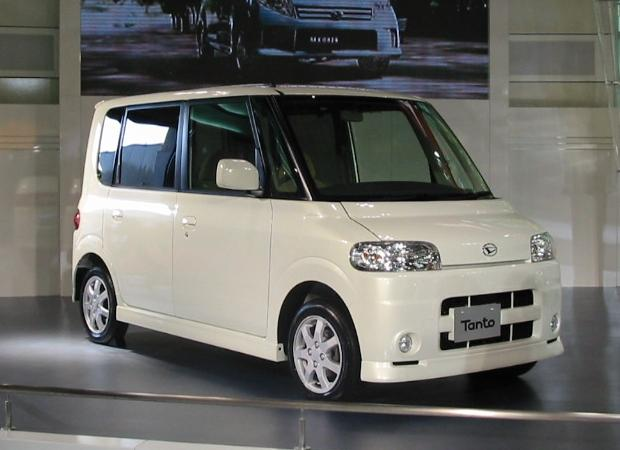
Tanto на Токийском автосалоне, 2003 год
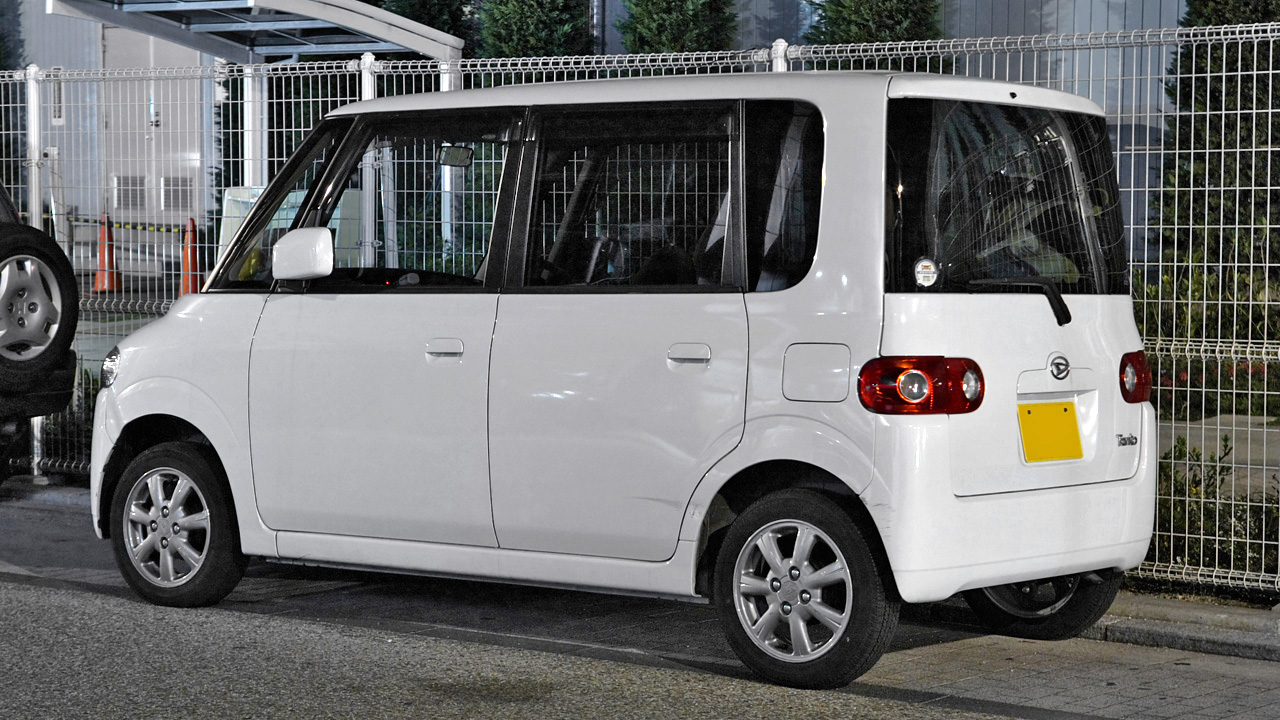
Tanto Happy Selection (L350S)
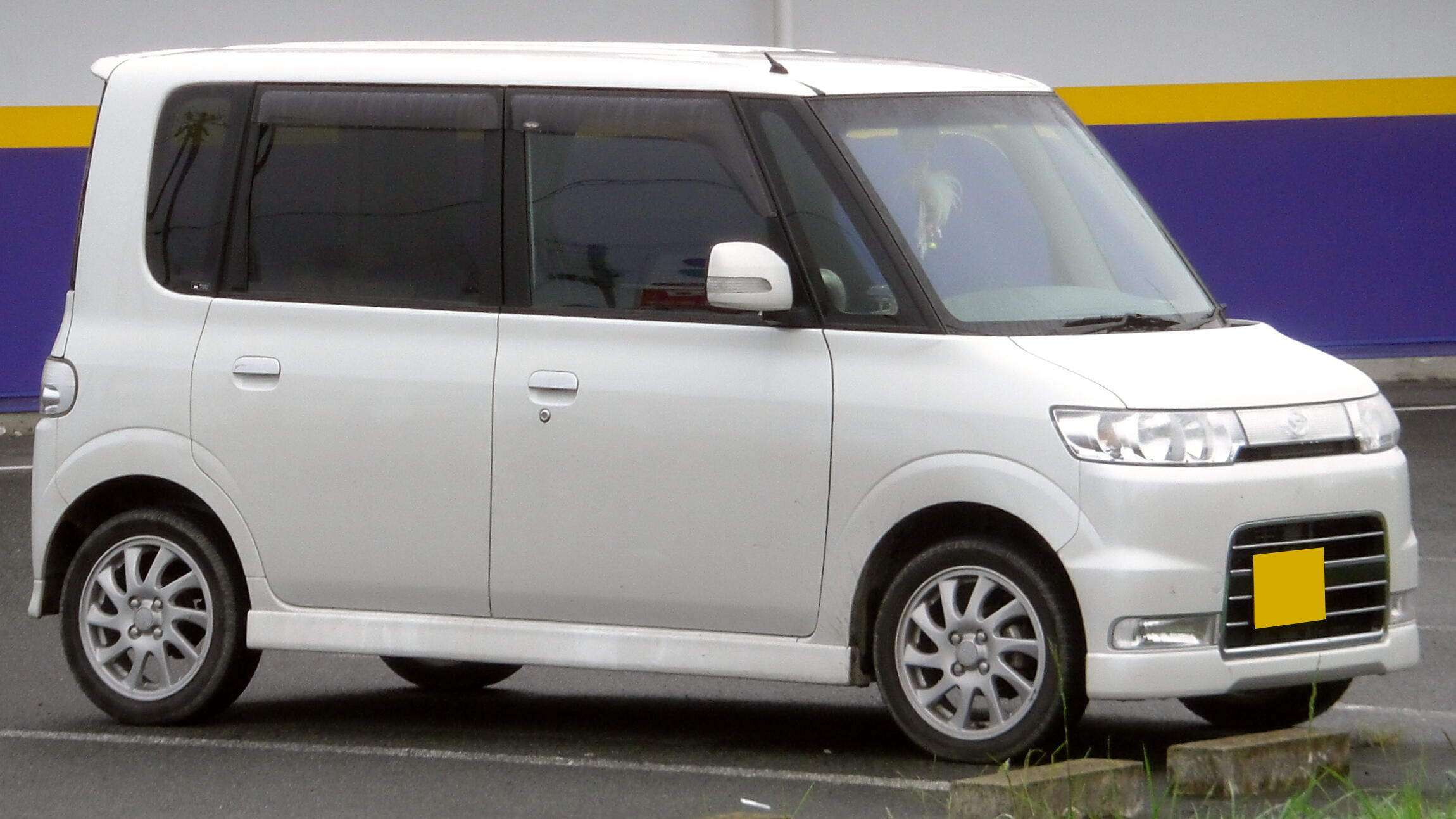
2005 Tanto Custom (L350S)
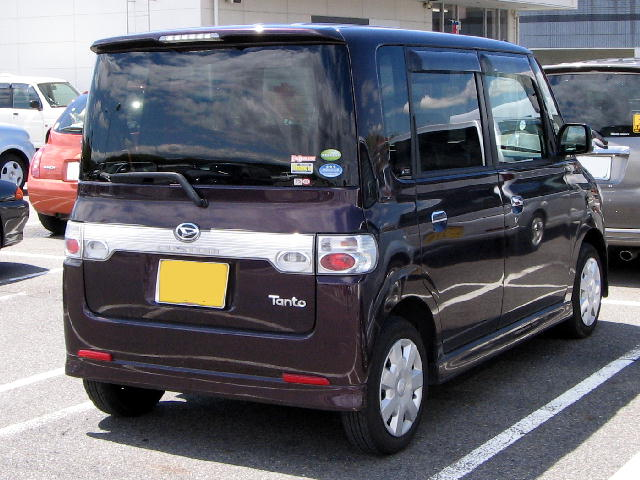
Вид сзади
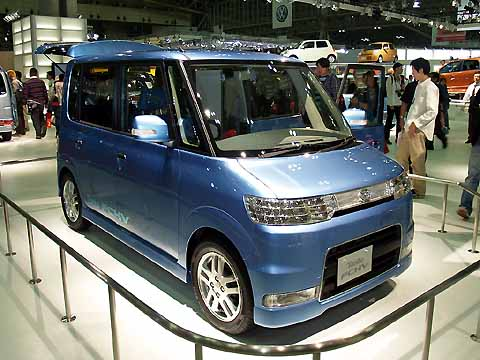
Tanto FCHV

## Второе поколение

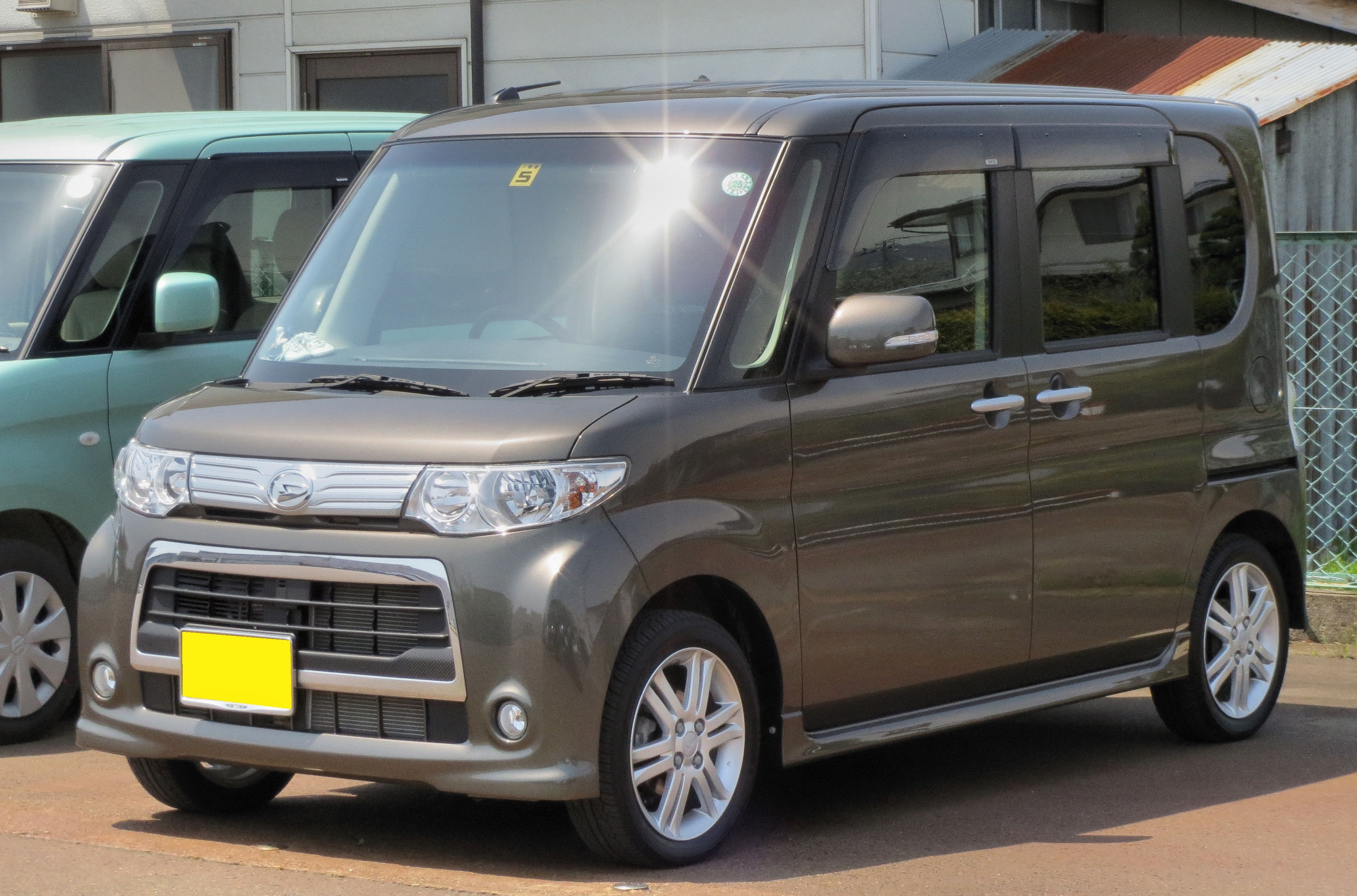
Второе поколение Daihatsu Tanto

Второе поколение автомобилей выпускалось с декабря 2007 года по октябрь 2013 года. В этот период было выпущено 9 модификаций в различных комплектациях. Размеры кузова остались прежними. Классическая левая задняя дверь была заменена на скользящую с электрическим приводом, при этом с левой стороны отсутствует центральная стойка между дверями, чего нет у других производителей на моделях подобного класса. 
Объём двигателя на всех модификациях уменьшился на 1 см³ и стал равен 658 см³. В некоторых комплектациях на автомобили стали устанавливать вариатор, вместо классической АКПП. На автомобили устанавливались модели двигателей KF и KF-VE. 

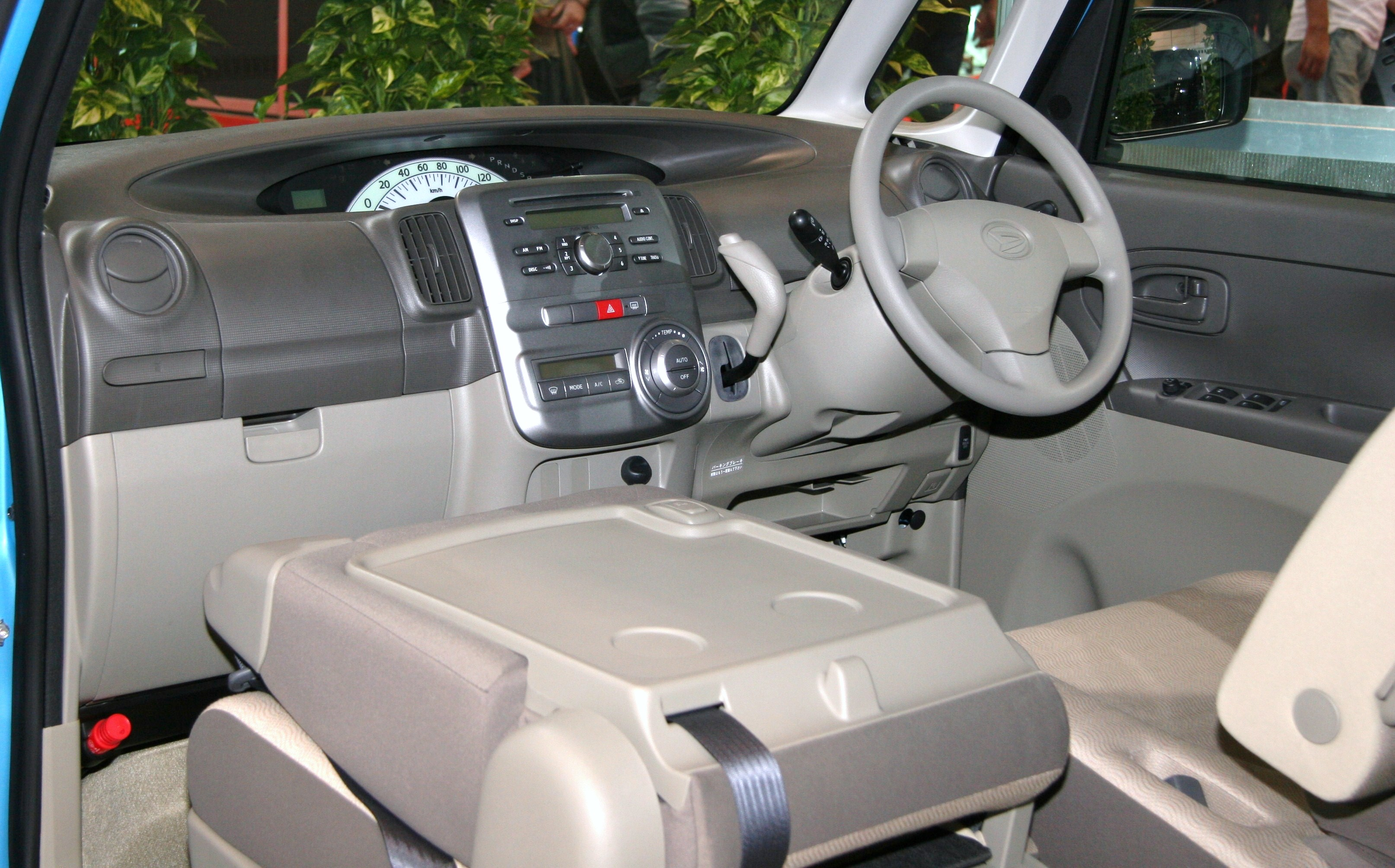
Второе поколение Daihatsu Tanto, интерьер

Помимо базовой модели, представлена модификация Custom, оснащённая аэродинамическим обвесом и чёрным салоном.

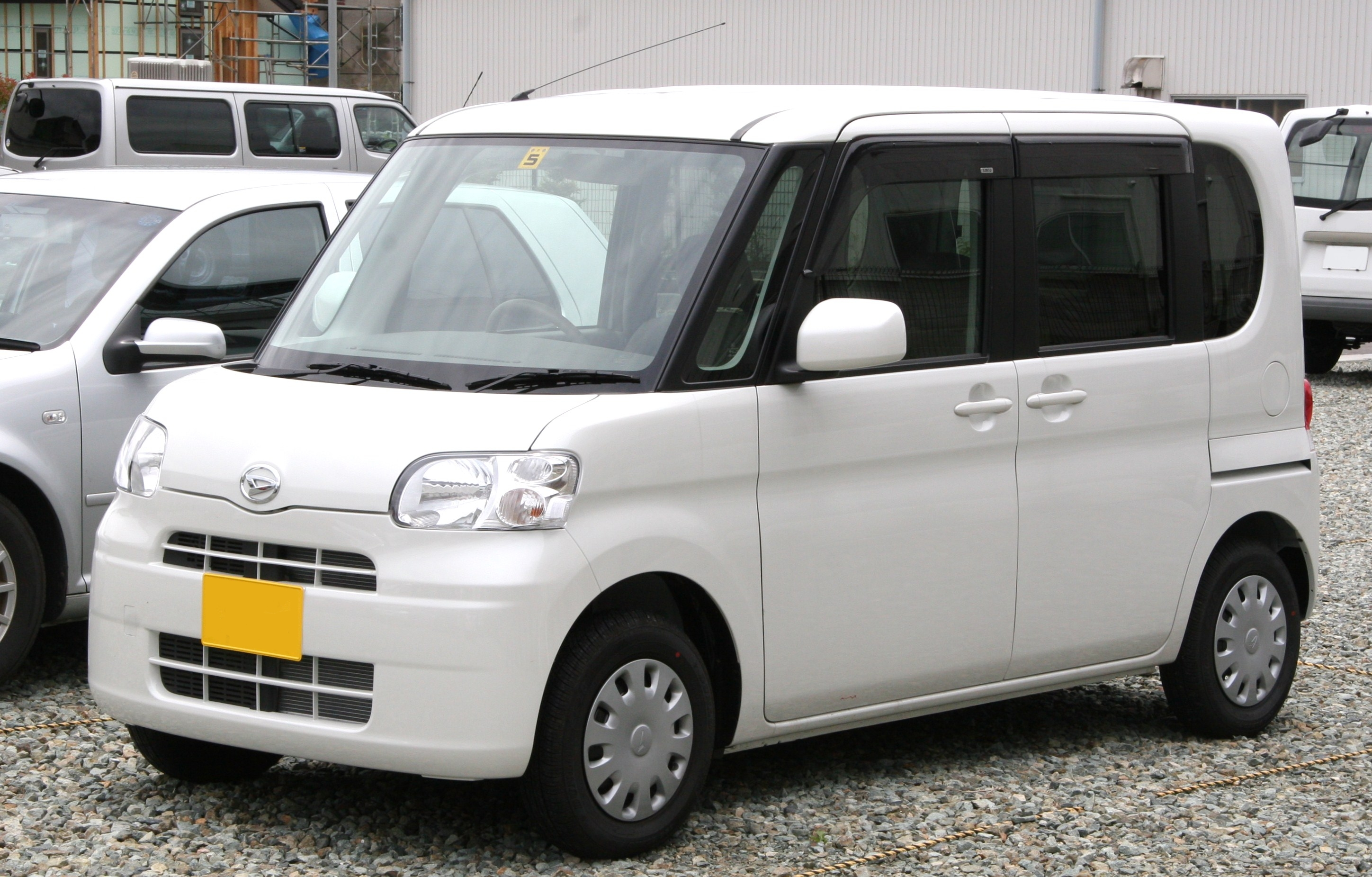
Daihatsu Tanto
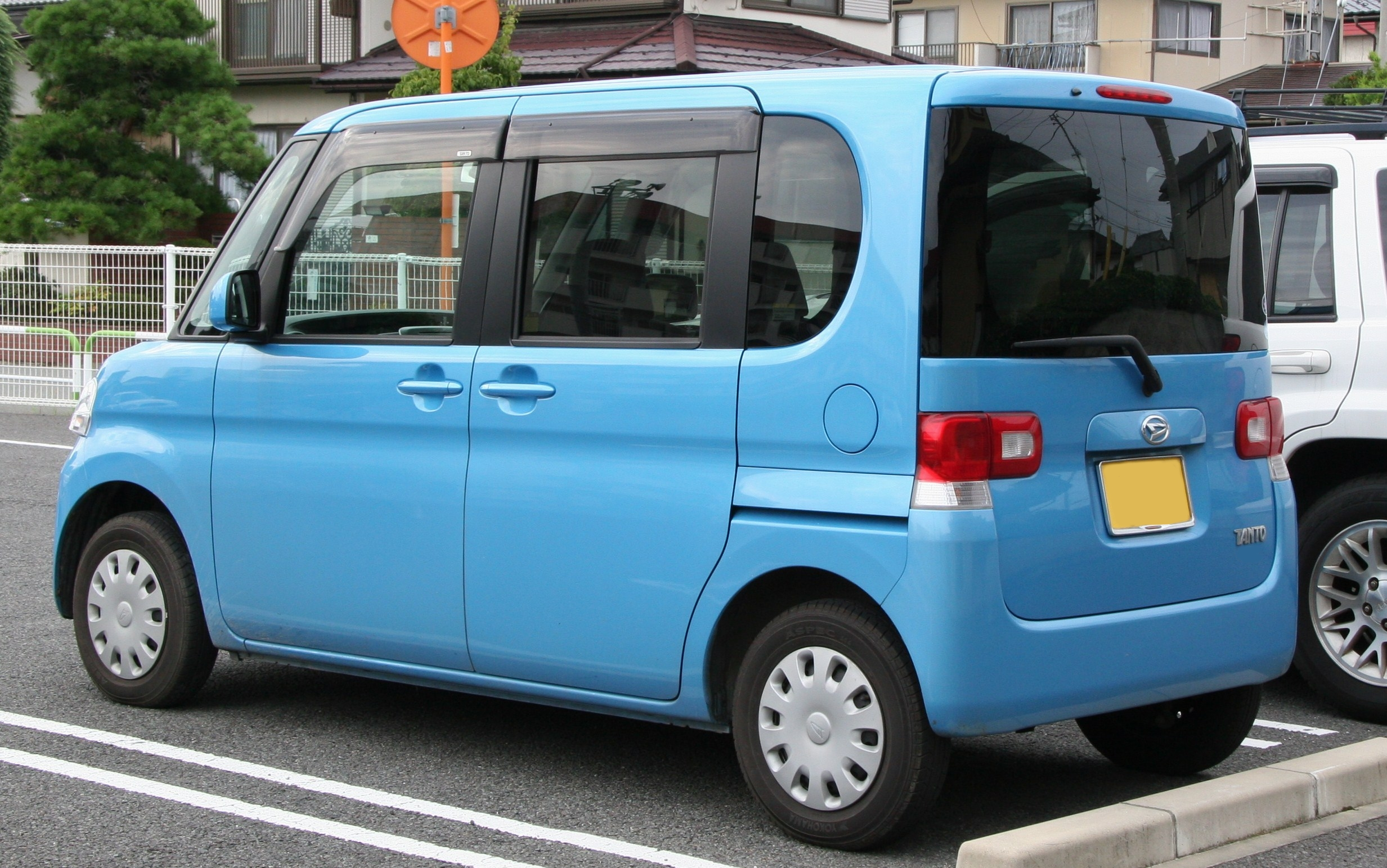
Вид сзади
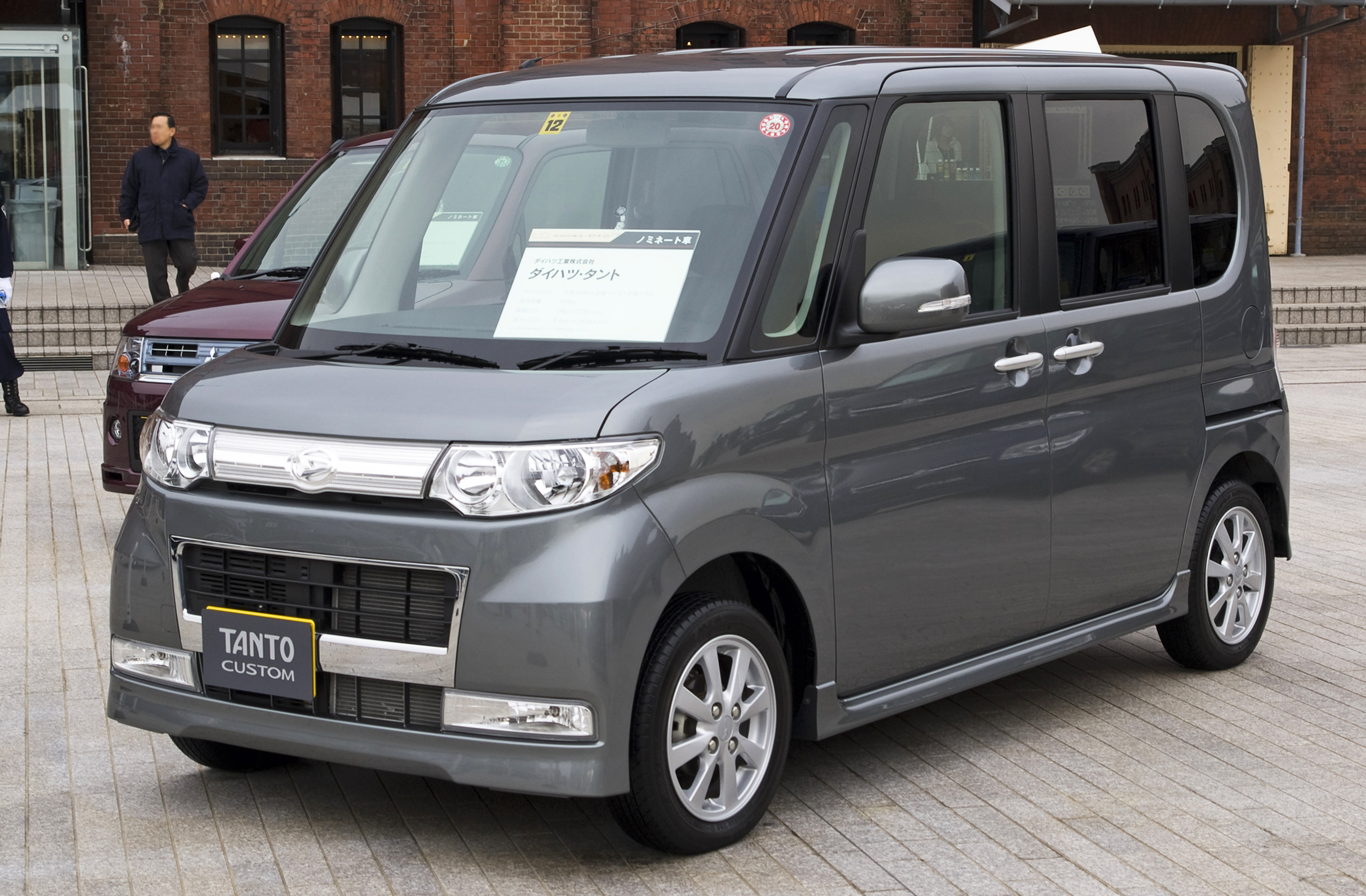
2008 Tanto Custom (L375S)
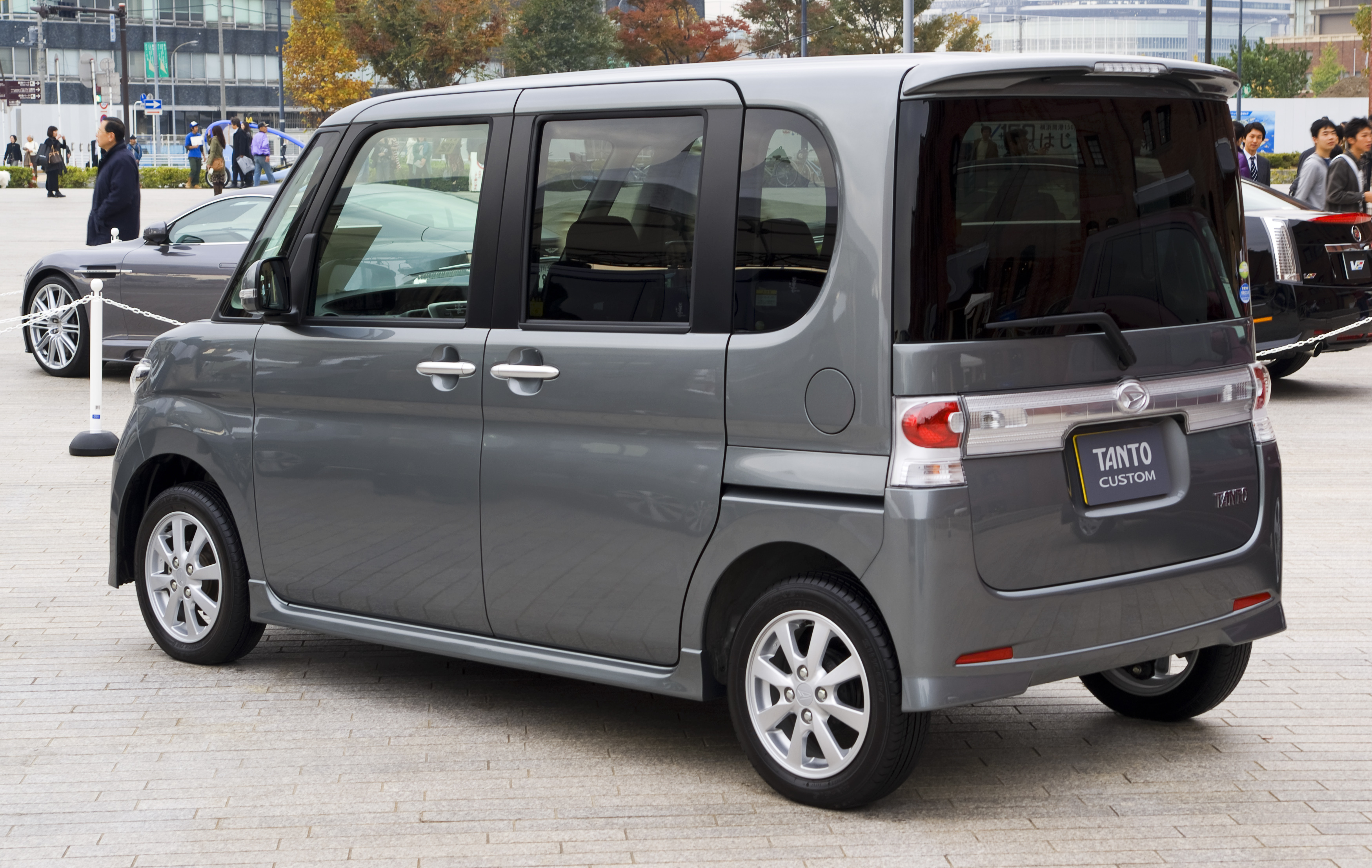
2008 Tanto Custom (L375S)
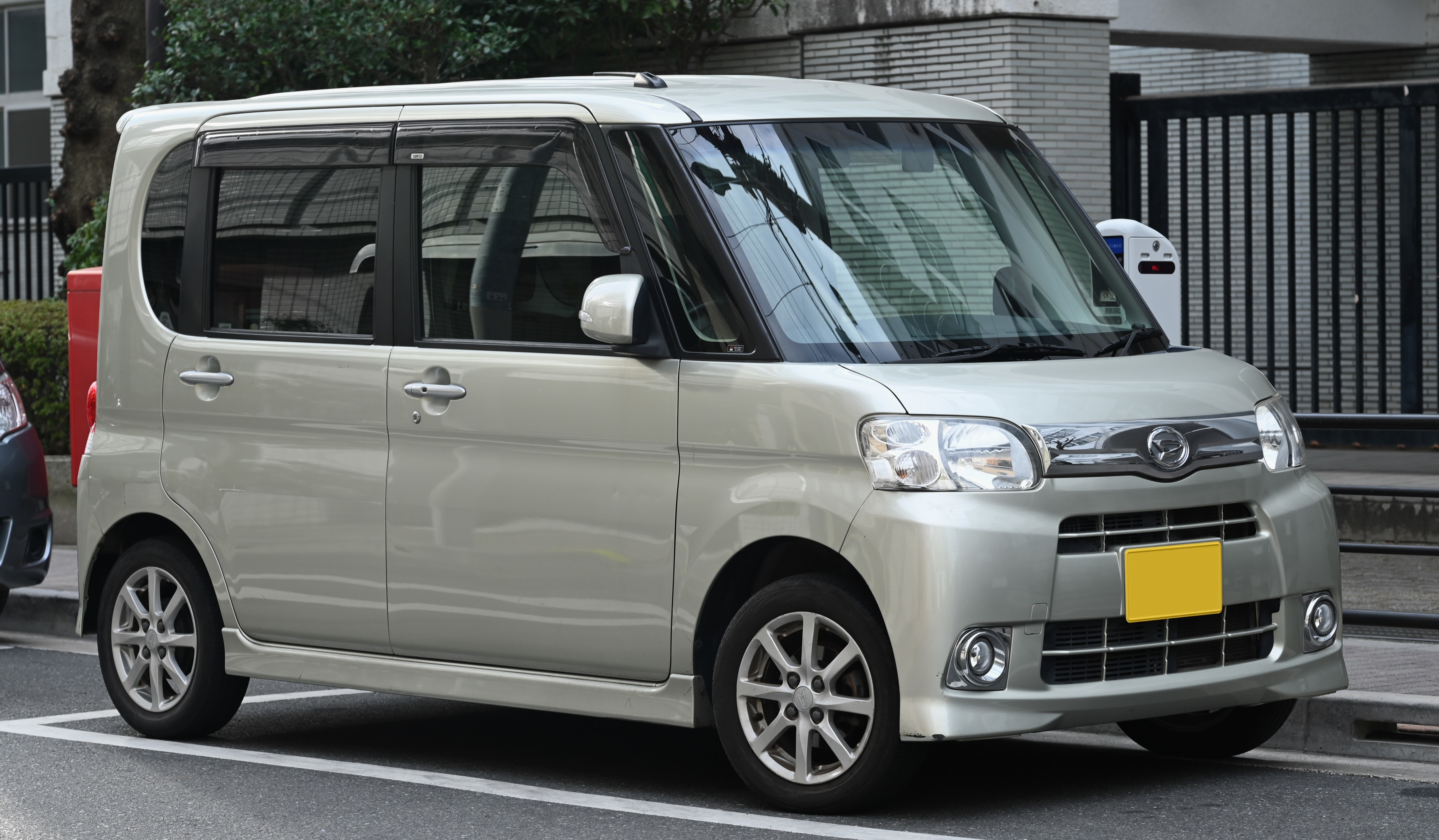
2011—2013 Tanto G (L375S)
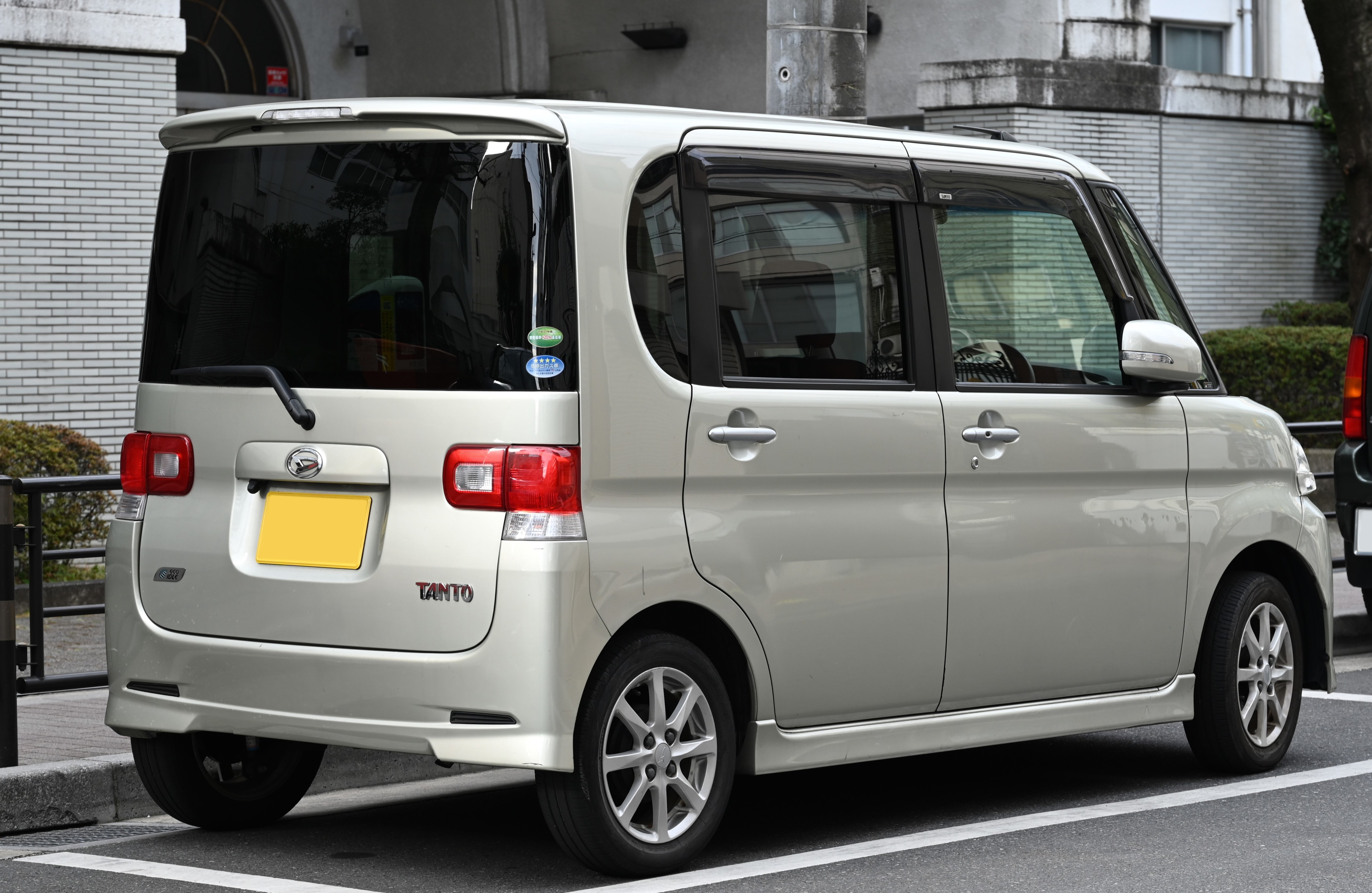
2011—2013 Tanto G (L375S)
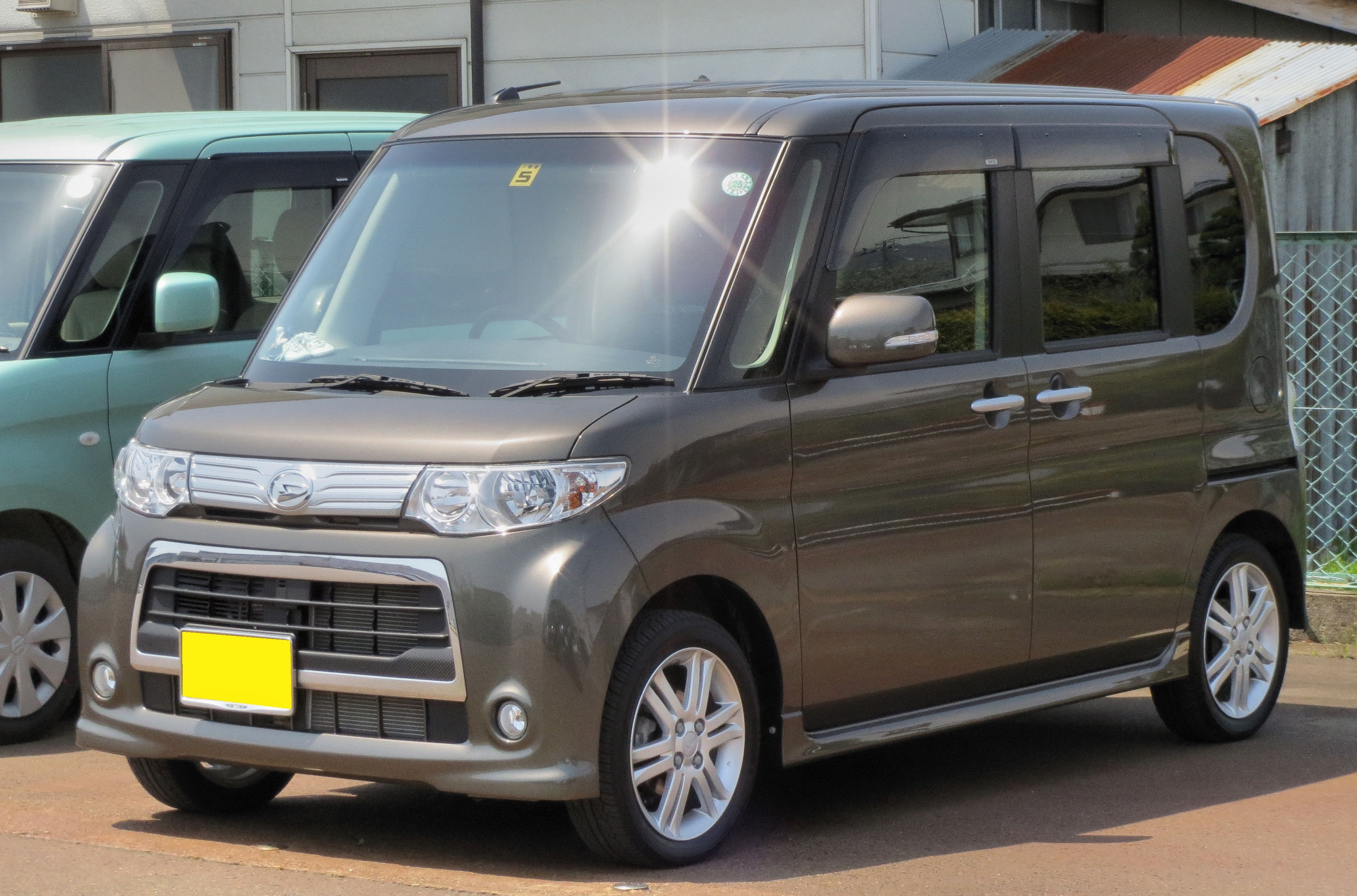
Tanto Custom RS Turbo (L375S)
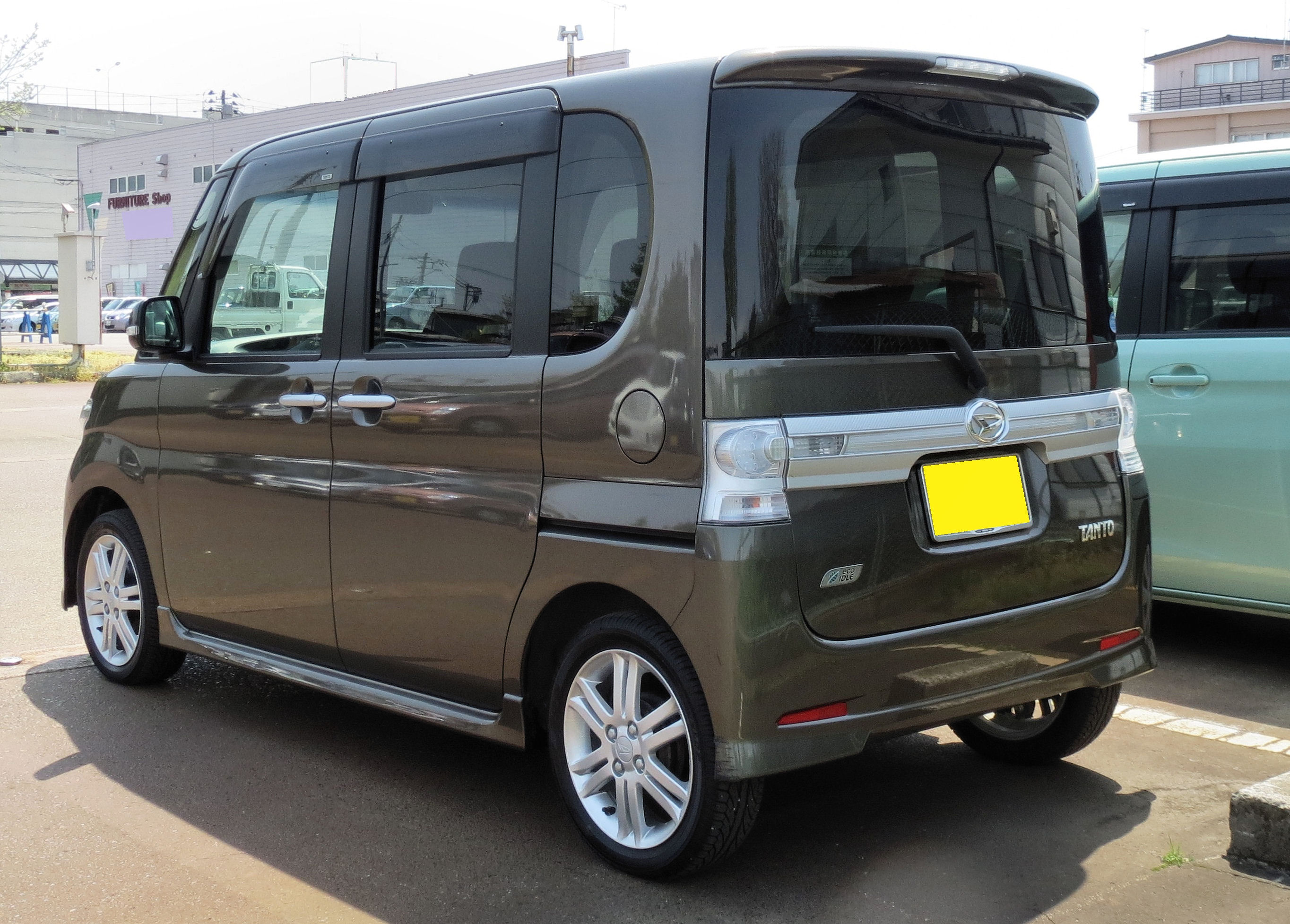
Tanto Custom RS Turbo (L375S)
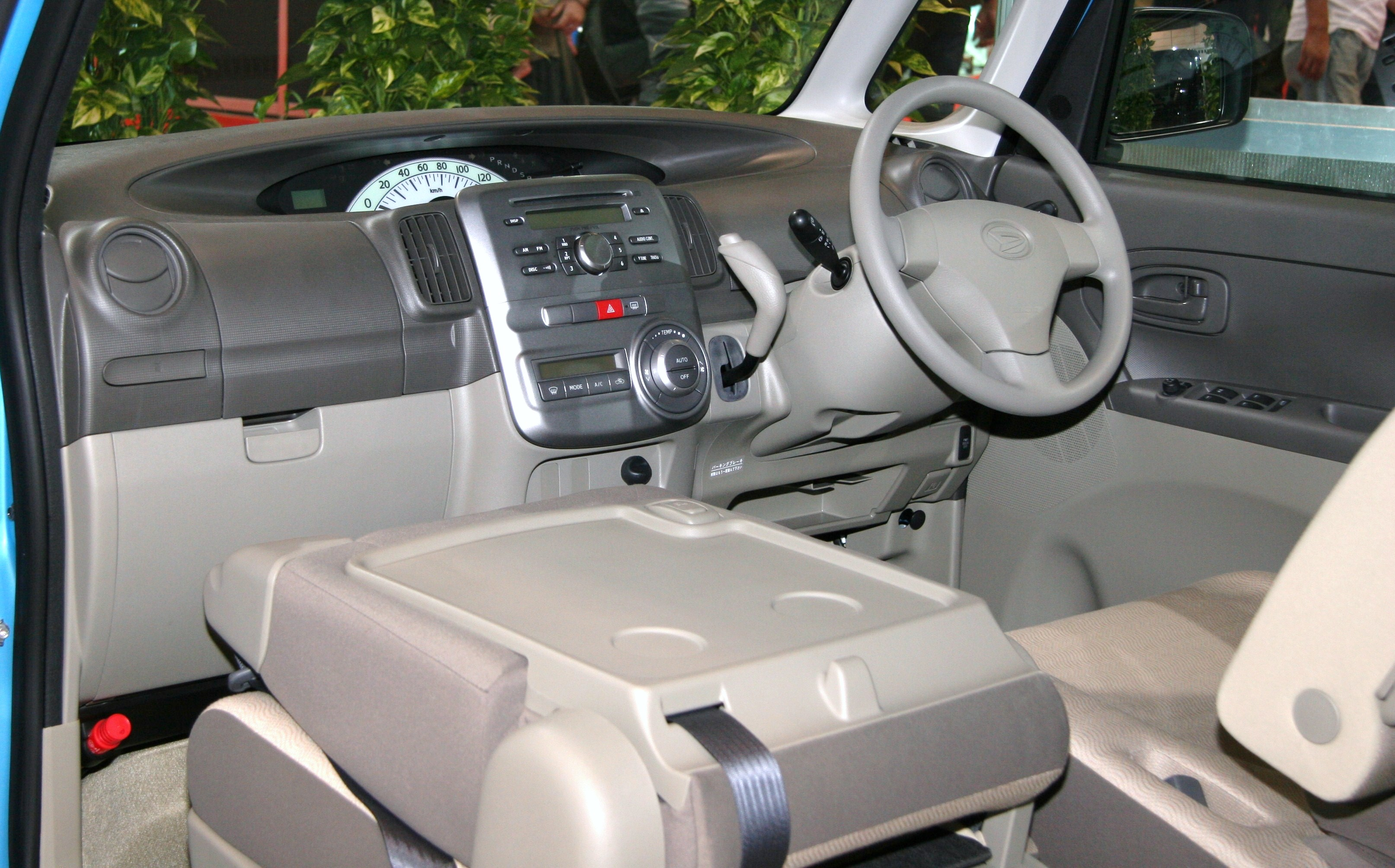
Интерьер

## Третье поколение

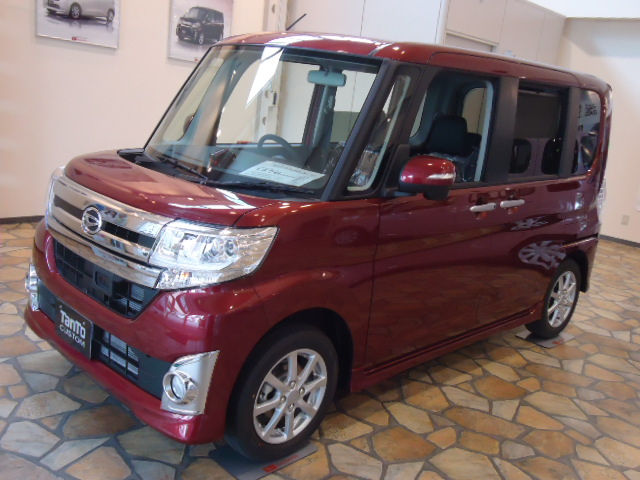
Третье поколение Daihatsu Tanto

В октябре 2013 года начался выпуск третьего поколения. В автомобили третьего поколения полностью перестали устанавливать классические АКПП, заменив их на вариаторы. Задняя правая дверь была заменена на скользящую с электрическим приводом, таким образом обе задние двери стали скользящими. На автомобили устанавливаются двигатели модели KF-VE.

С декабря 2016 по июль 2019 года автомобиль выпускался компанией Subaru под названием Subaru Chiffon (яп. スバル・シフォン, хепбёрн Subaru Shifon) по соглашению OEM.

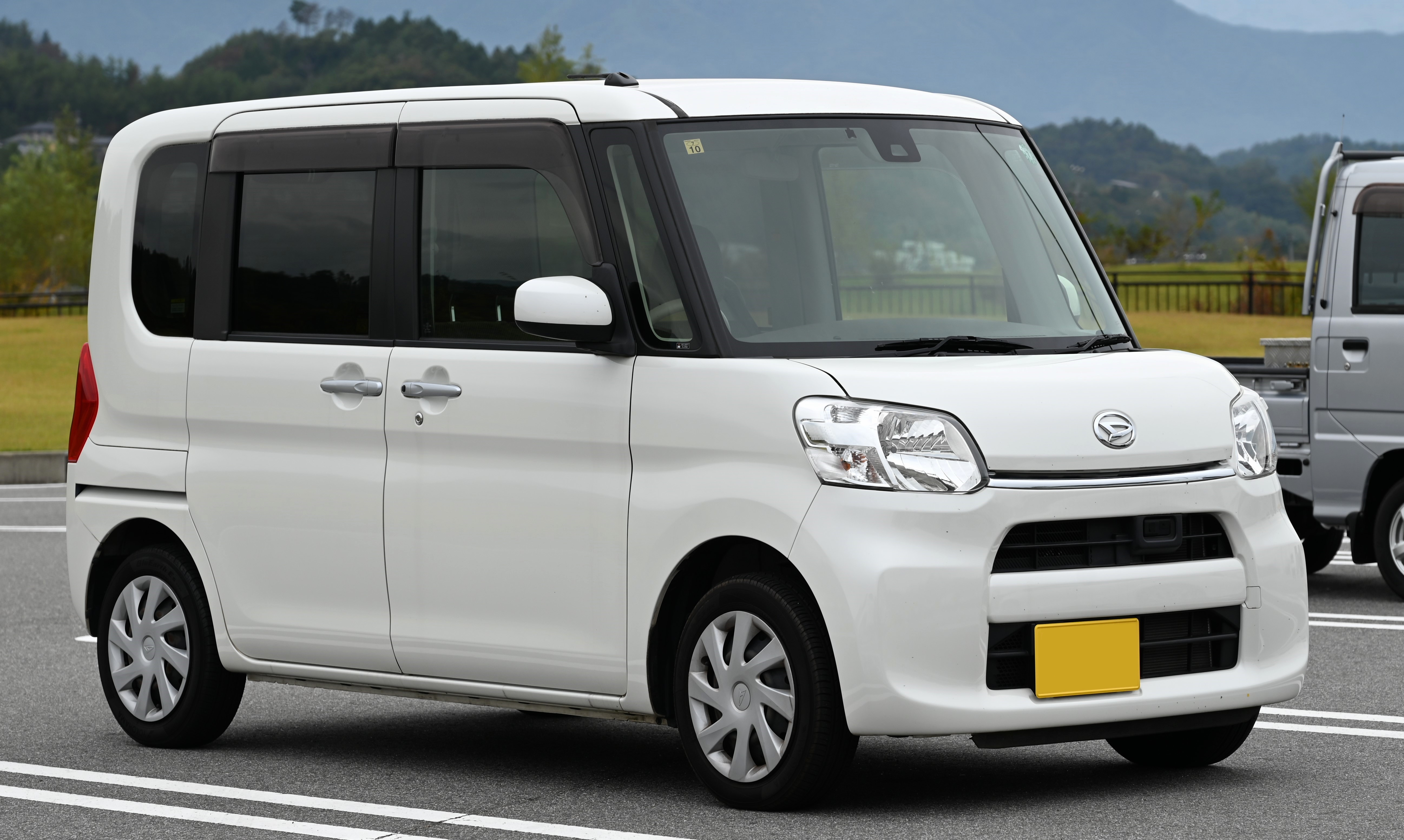
Tanto X SA (LA600S)
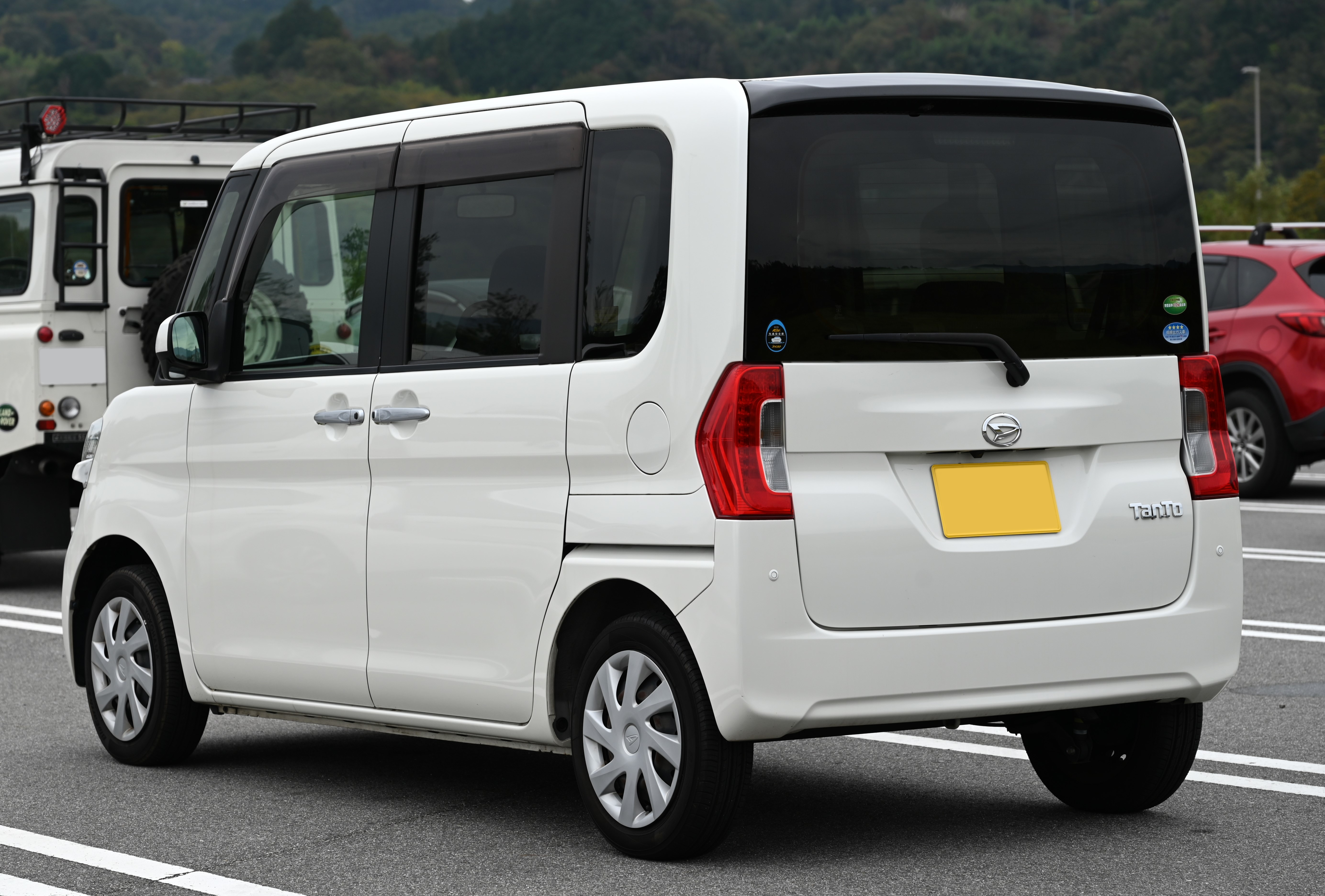
Tanto X SA (LA600S)
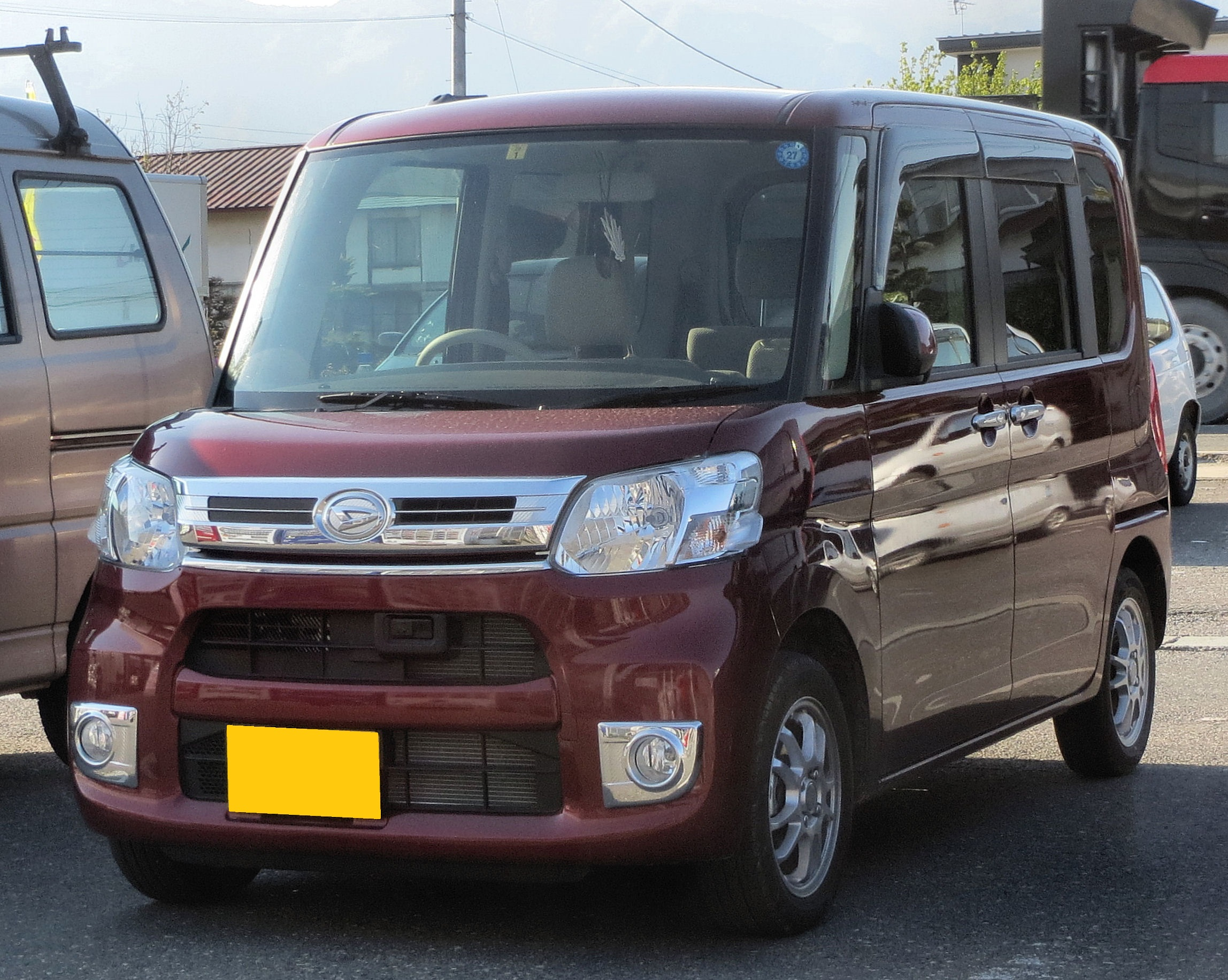
Tanto X Turbo SA (LA600S)
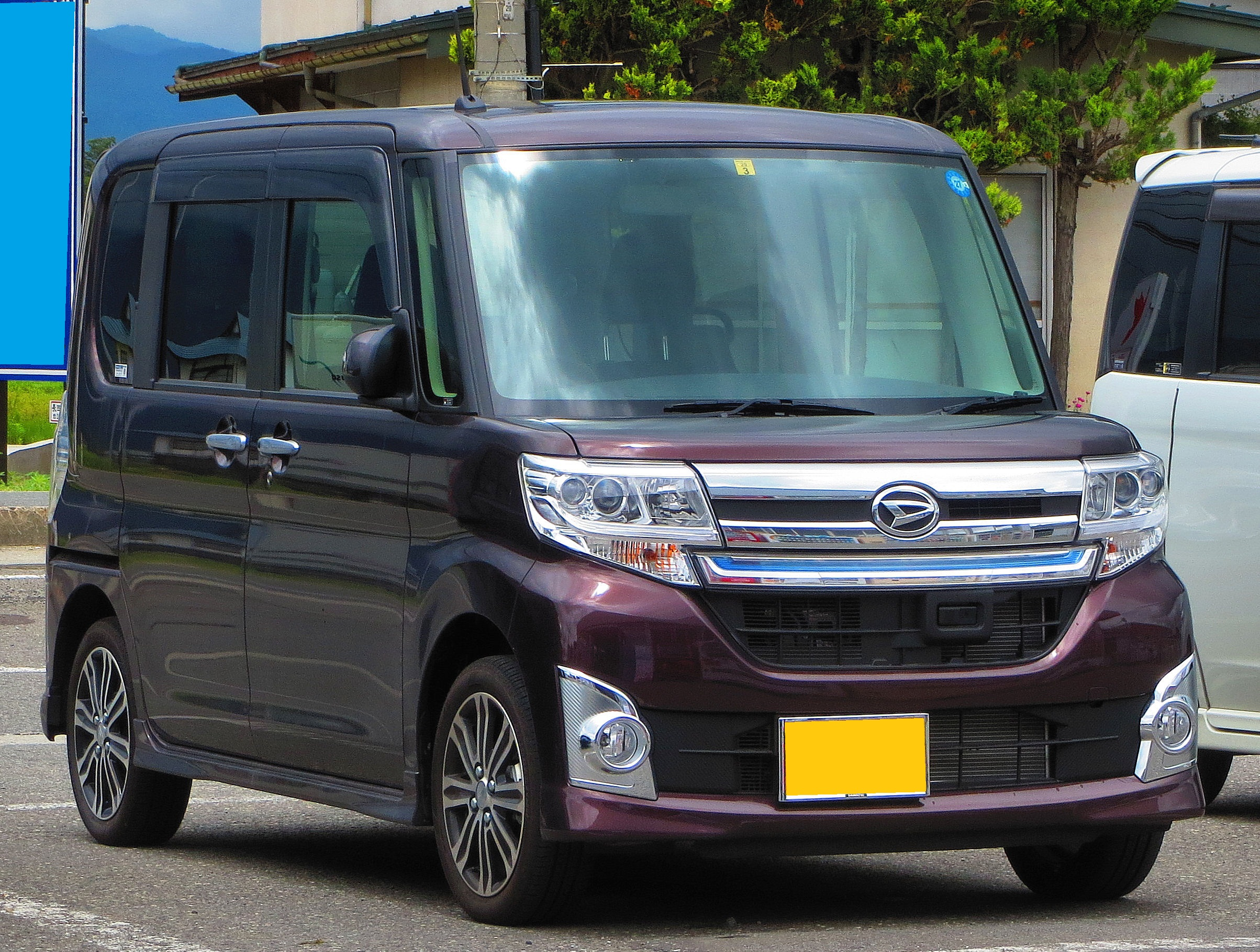
Tanto Custom RS SA 4WD (LA610S)
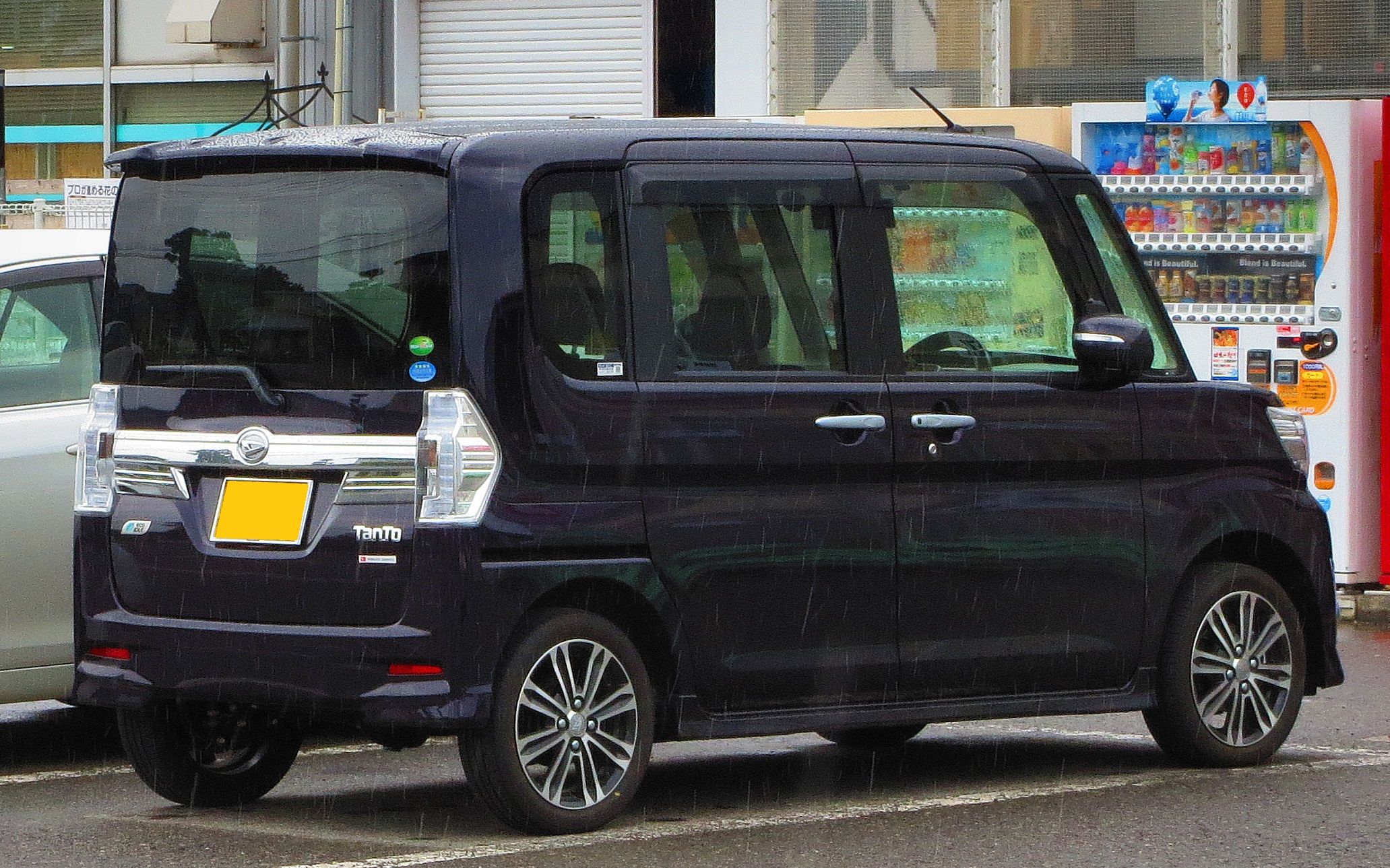
Tanto Custom RS SA 4WD (LA610S)
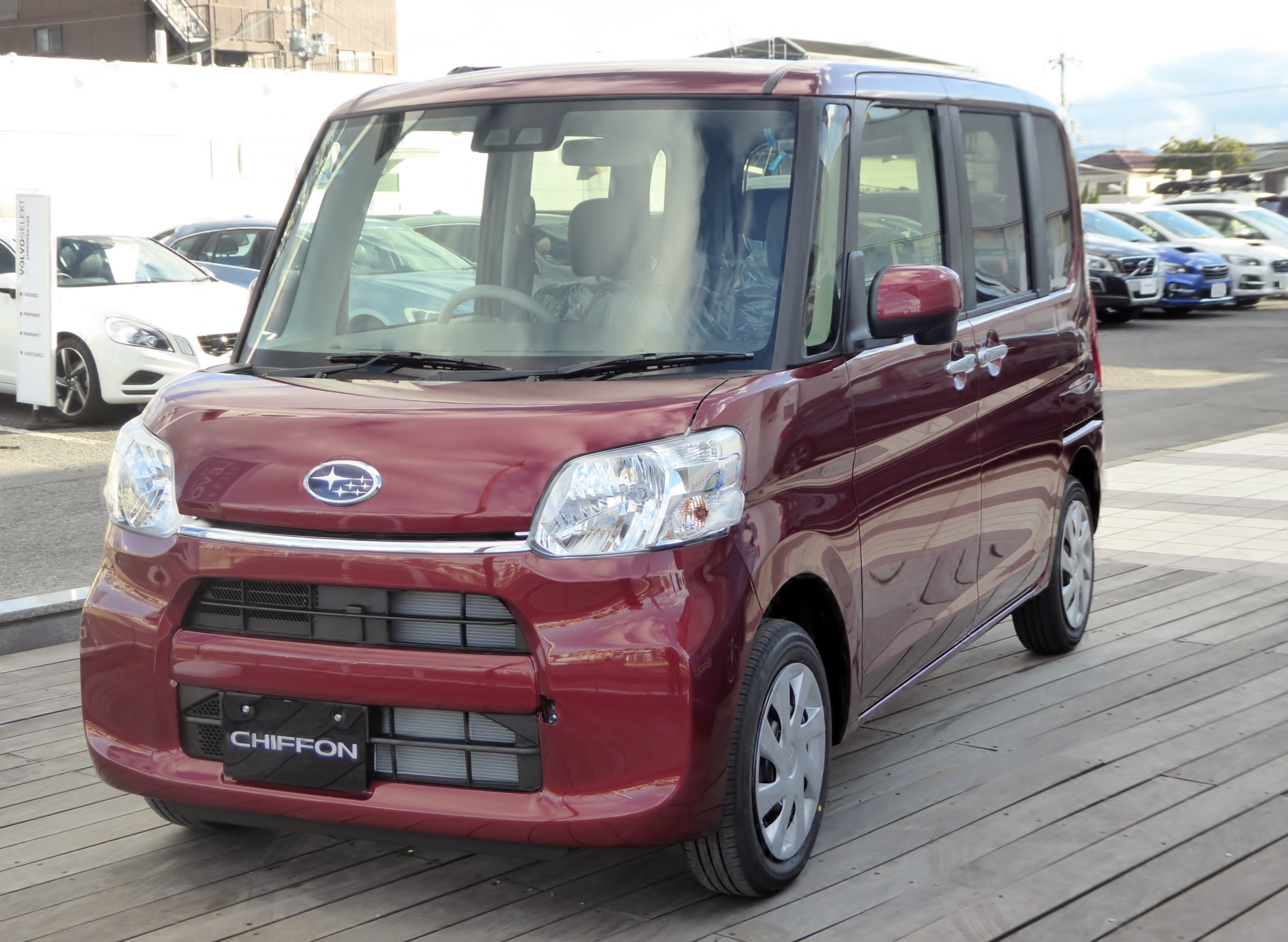
Subaru Chiffon (LA600F)
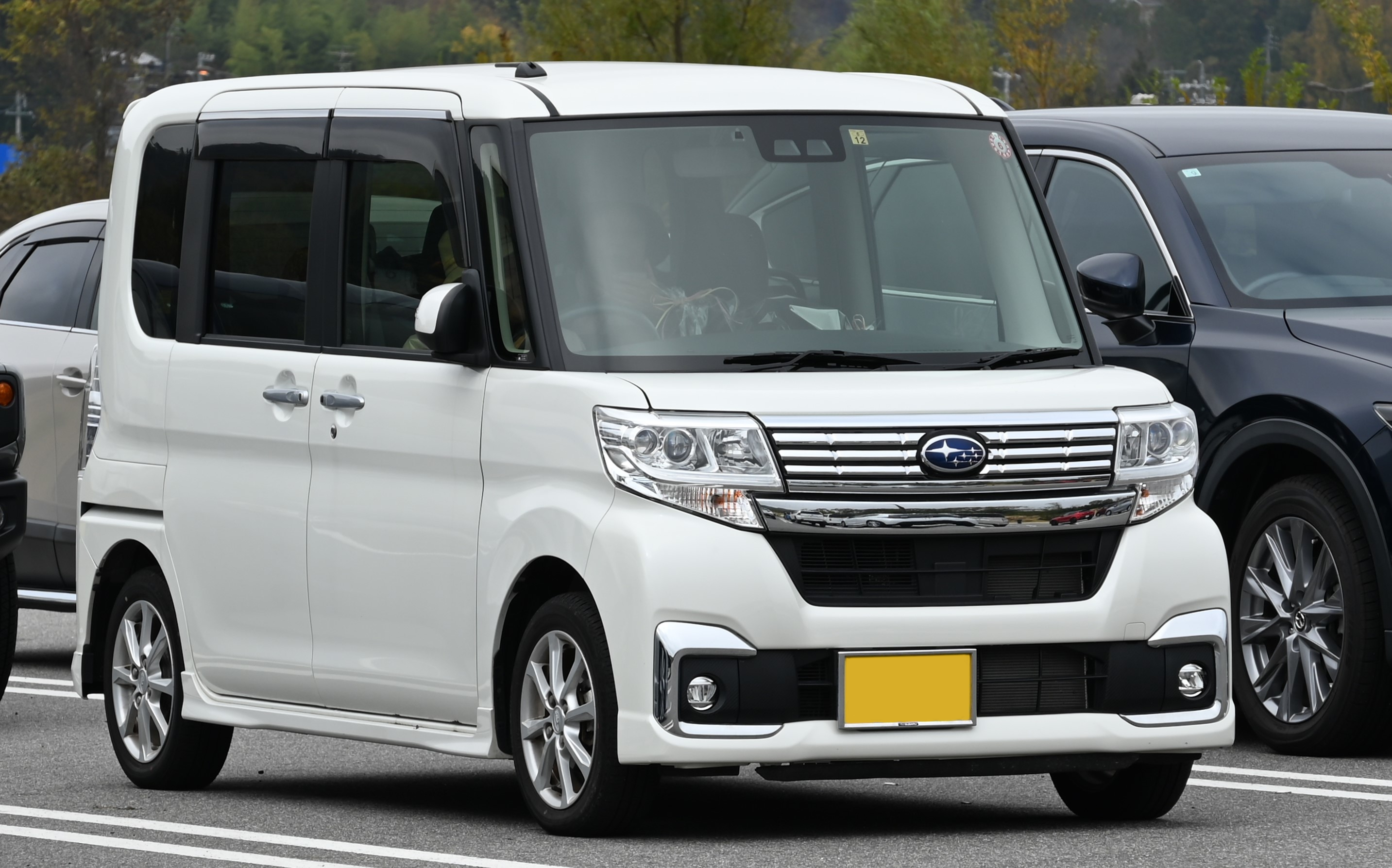
Subaru Chiffon Custom R (LA600F)
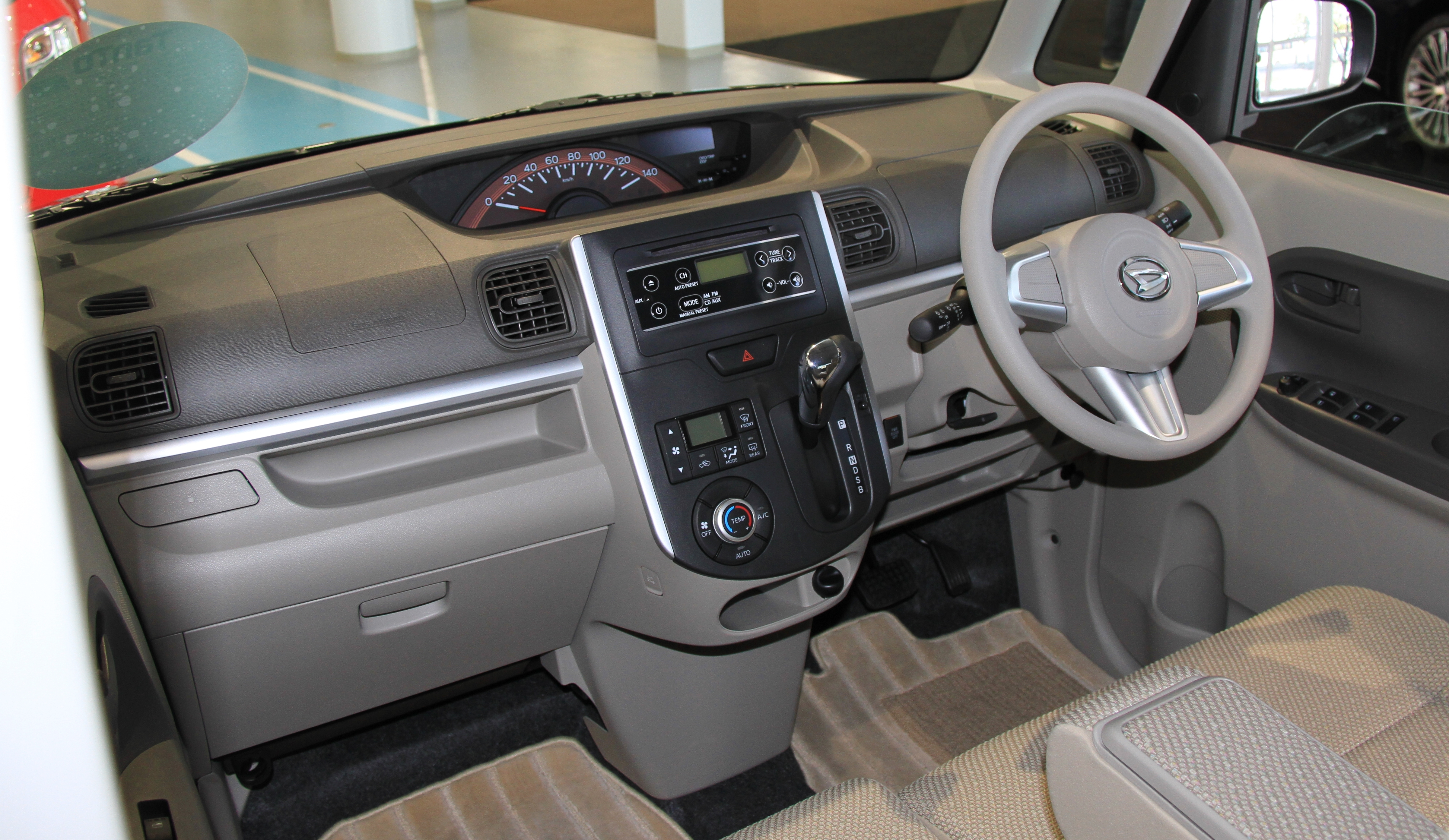
Интерьер

## Четвёртое поколение
9 июля 2019 года начался выпуск четвёртого поколения Tanto, через неделю (16 июля 2019 года) за ним последовало второе поколение Chiffon. Автомобили выпускаются на платформе Daihatsu New Global Architecture (DNGA). Комплектации: L, X, X Turbo и RS. Варианты с турбированными двигателями продаются в комплектациях X Turbo и RS.
В августе 2019 года было заказано около 37000 единиц, что почти в три раза превышает ежемесячный план продаж в 12500 единиц.

3 октября 2022 года Tanto Custom прошёл рестайлинг. В модельный ряд был добавлен кроссовер, получивший название Tanto FunCross. Через 10 дней (13 октября 2022 года) Subaru Chiffon также был обновлён.

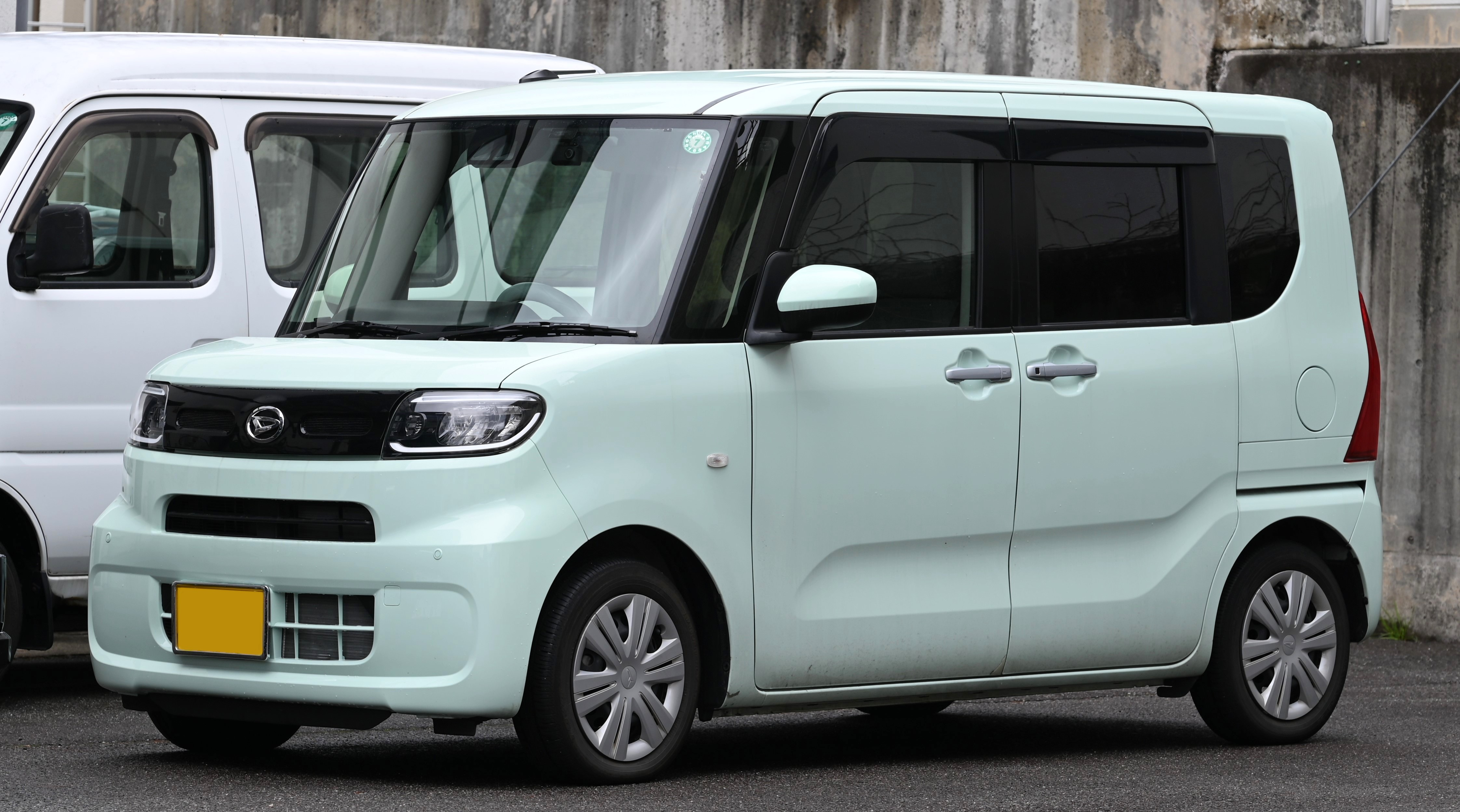
2019 Tanto X (LA650S)
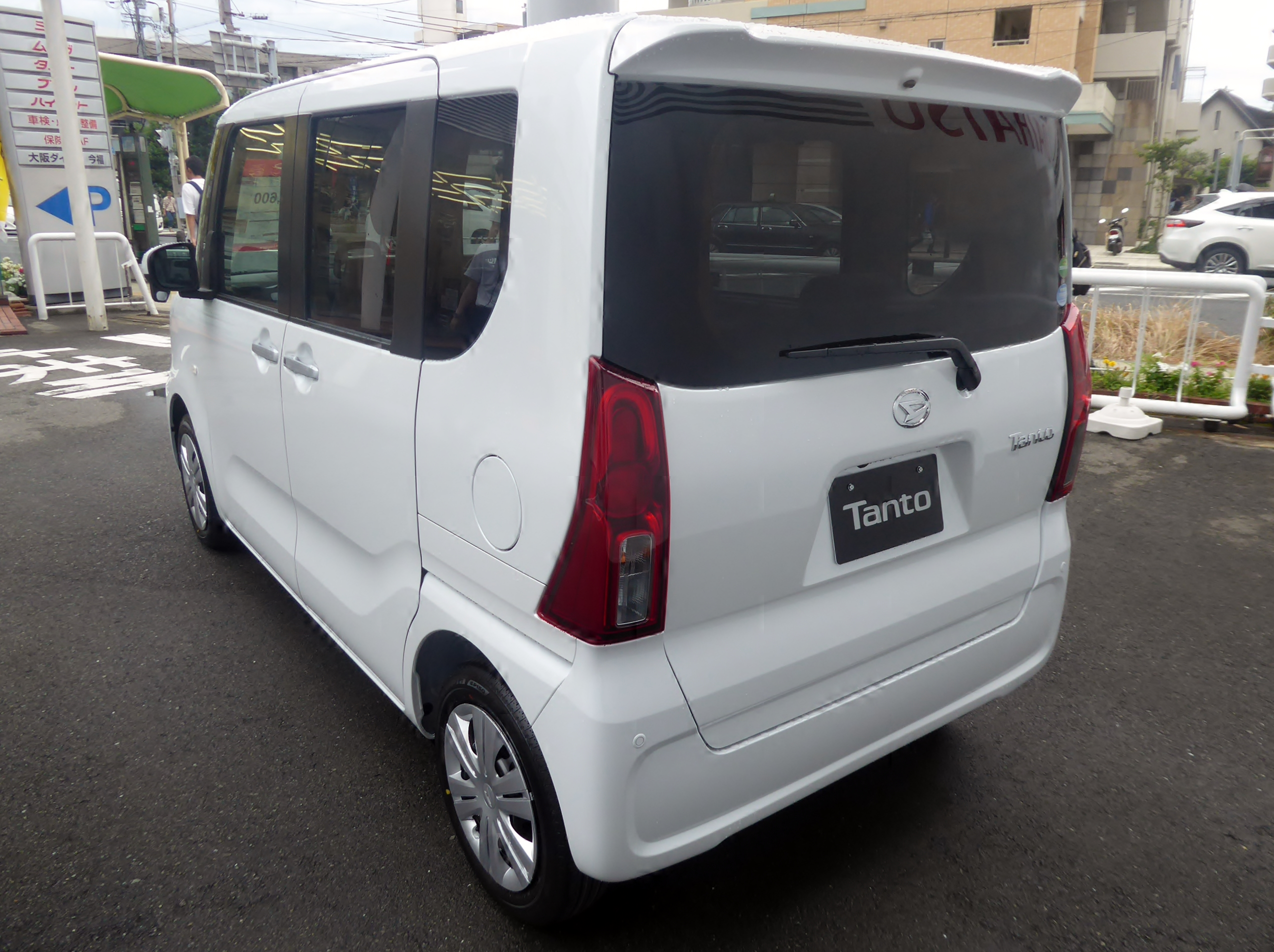
2019 Tanto X Turbo (LA650S)
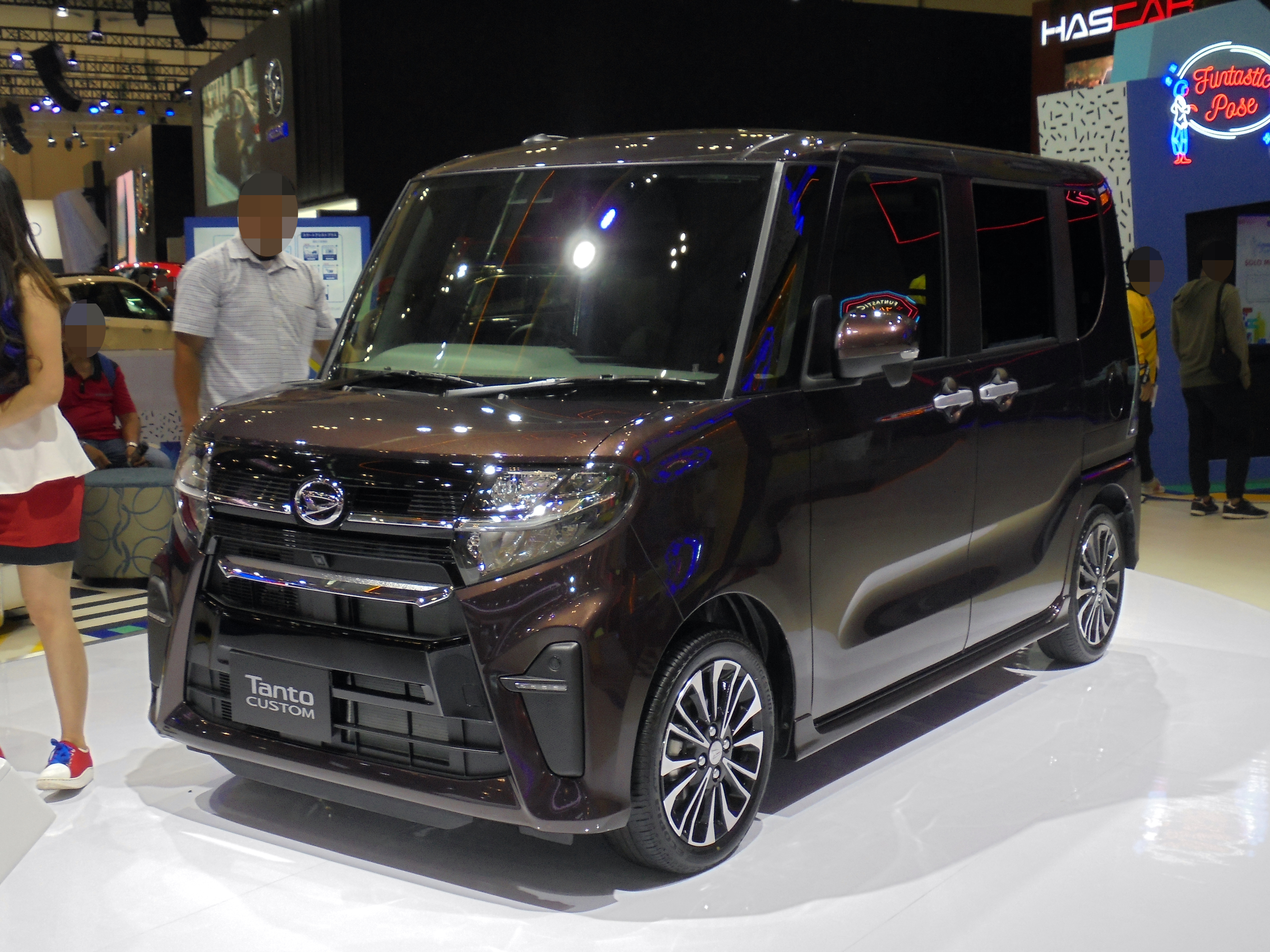
2019 Tanto Custom RS (LA650S, до рестайлинга)
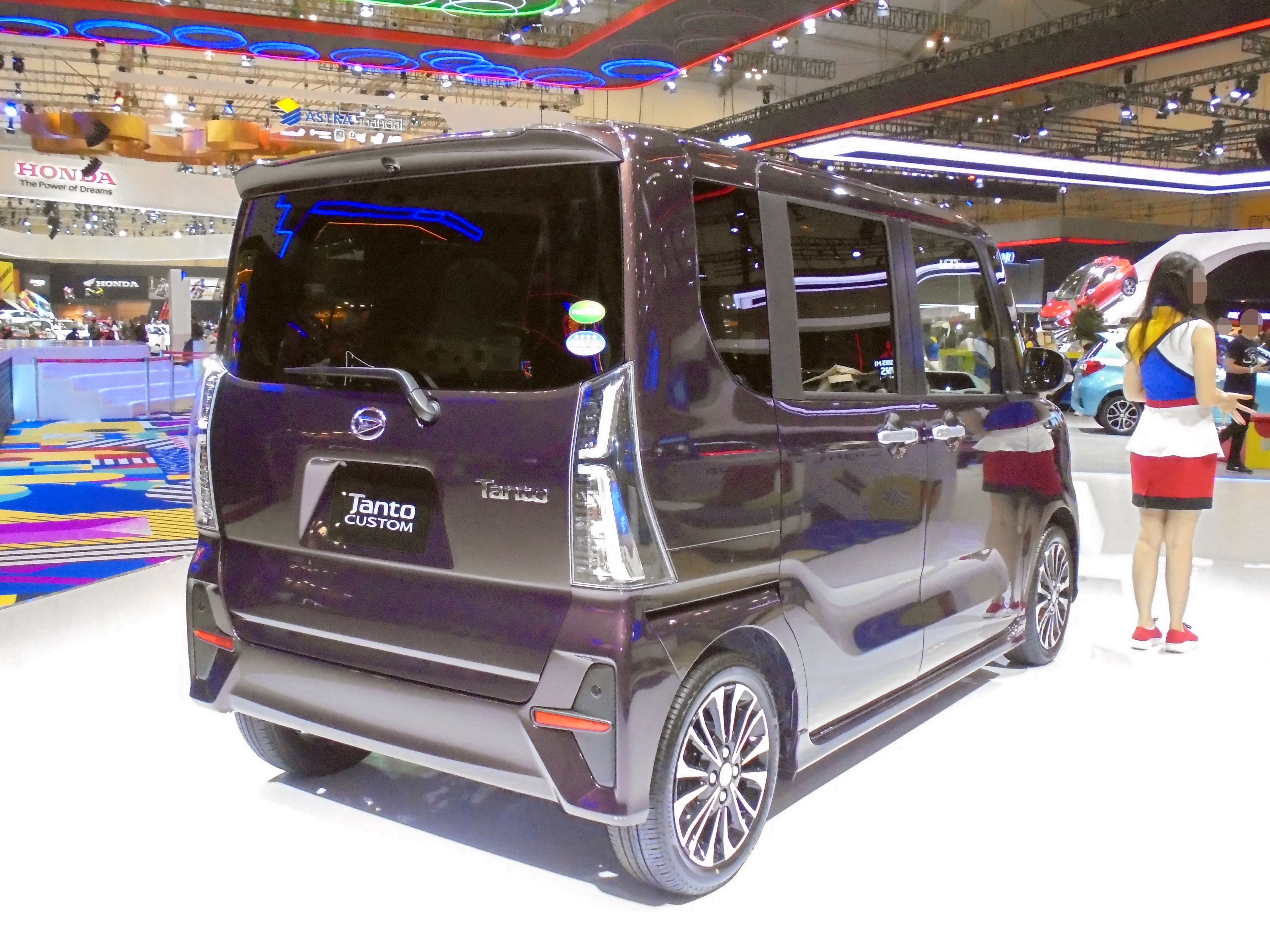
2019 Tanto Custom RS (LA650S, до рестайлинга)
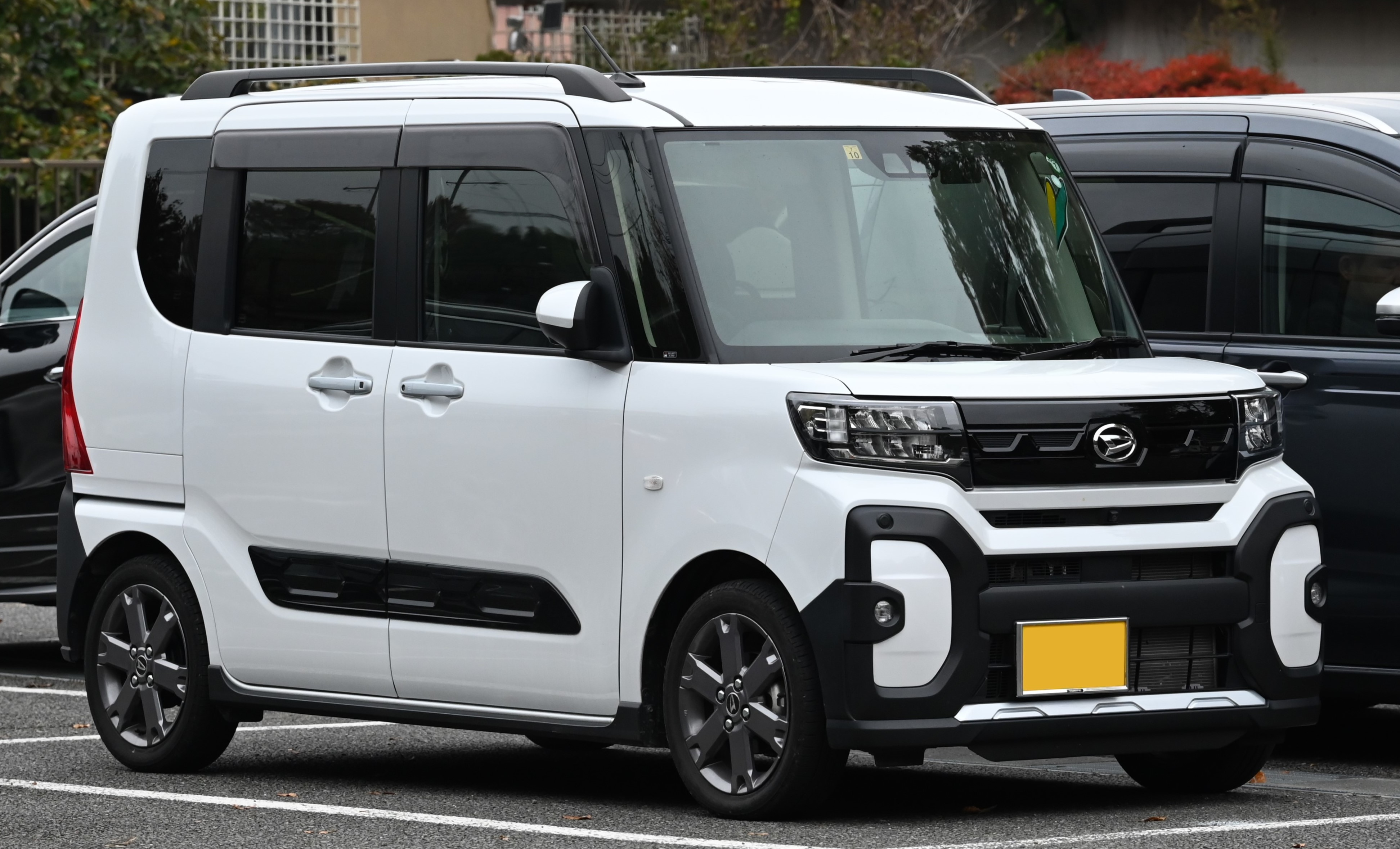
2022 Tanto FunCross Turbo (LA650S)
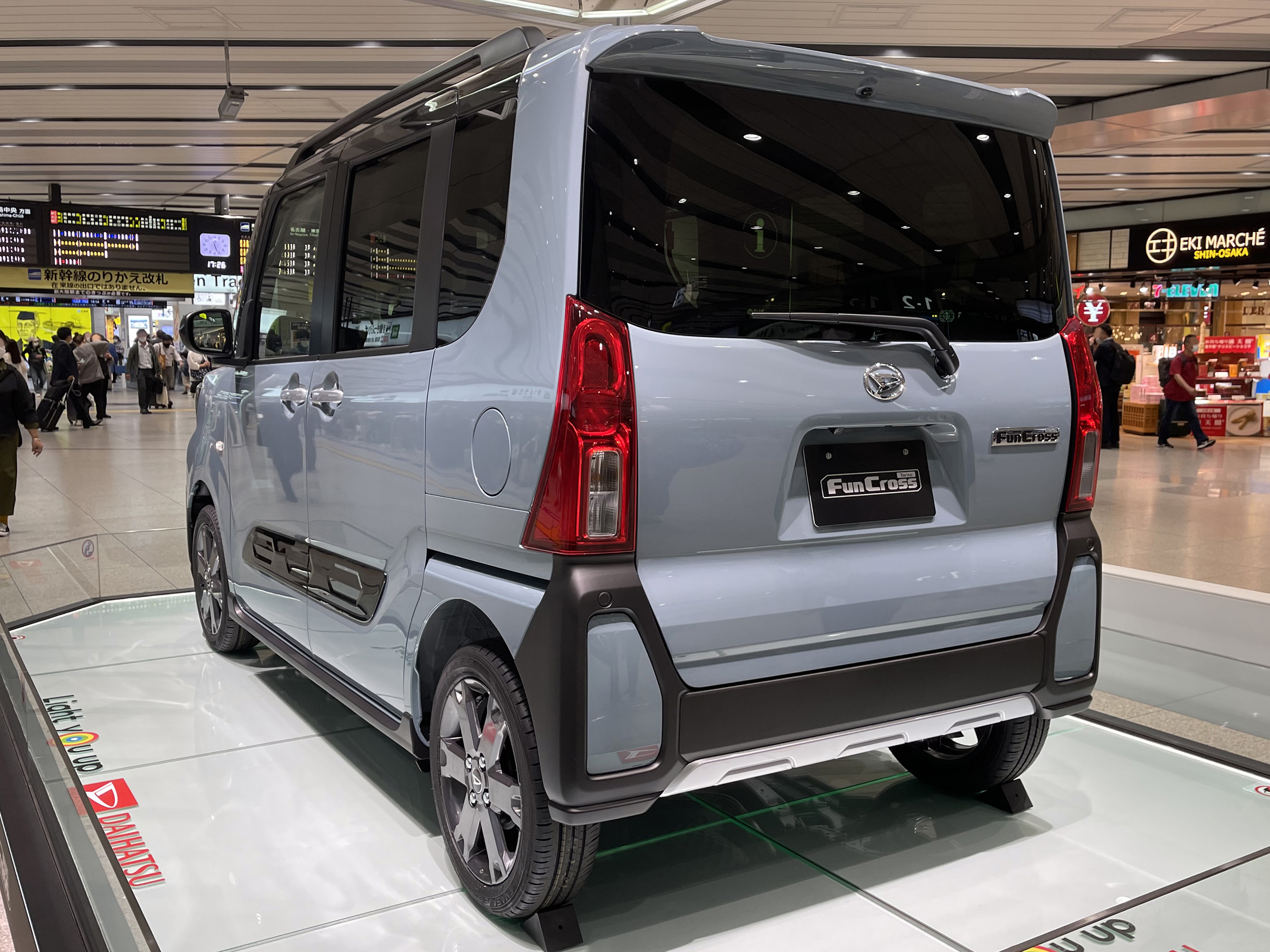
2022 Tanto FunCross Turbo (LA650S)
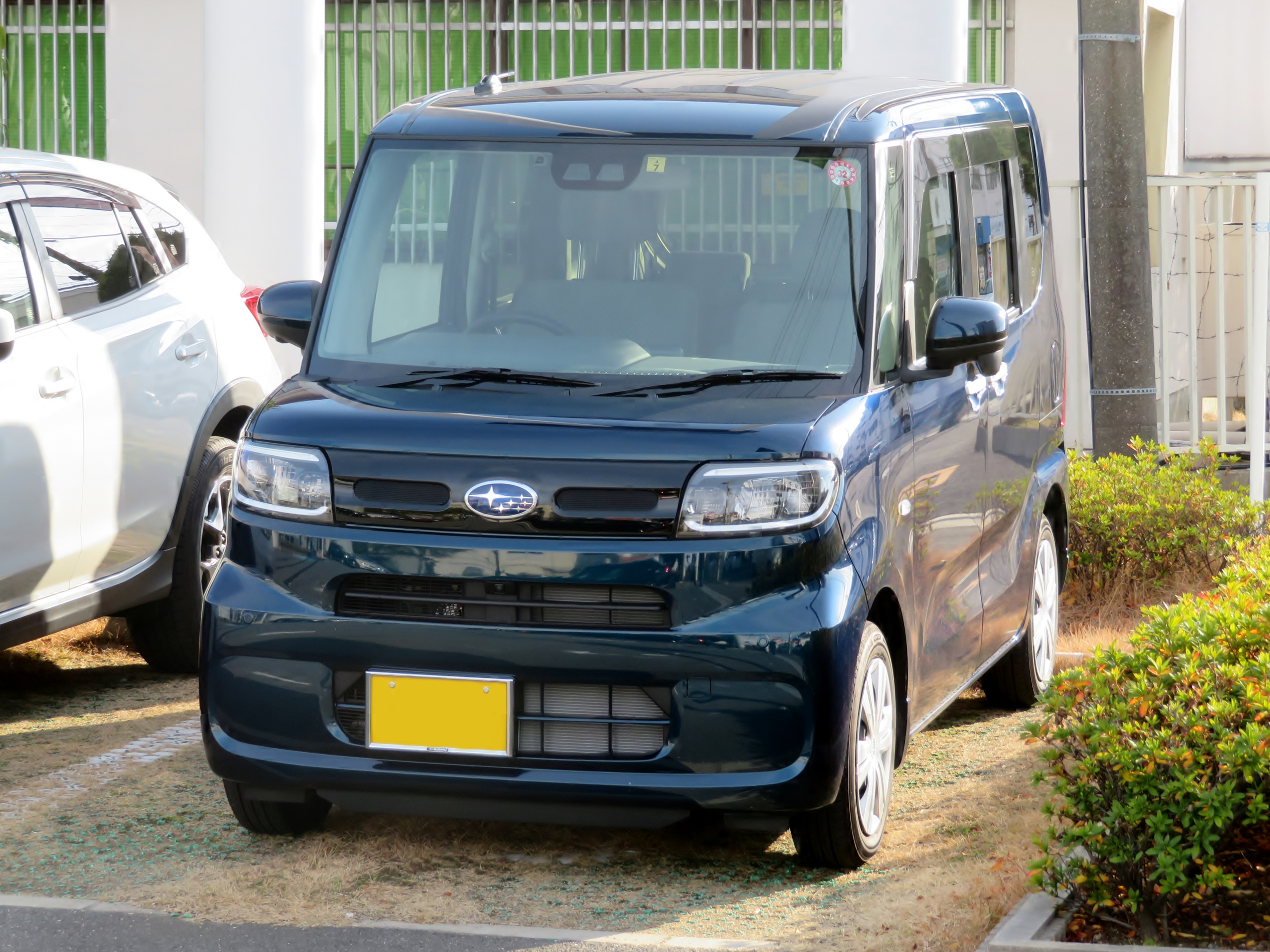
2019 Chiffon G SA (LA650F)
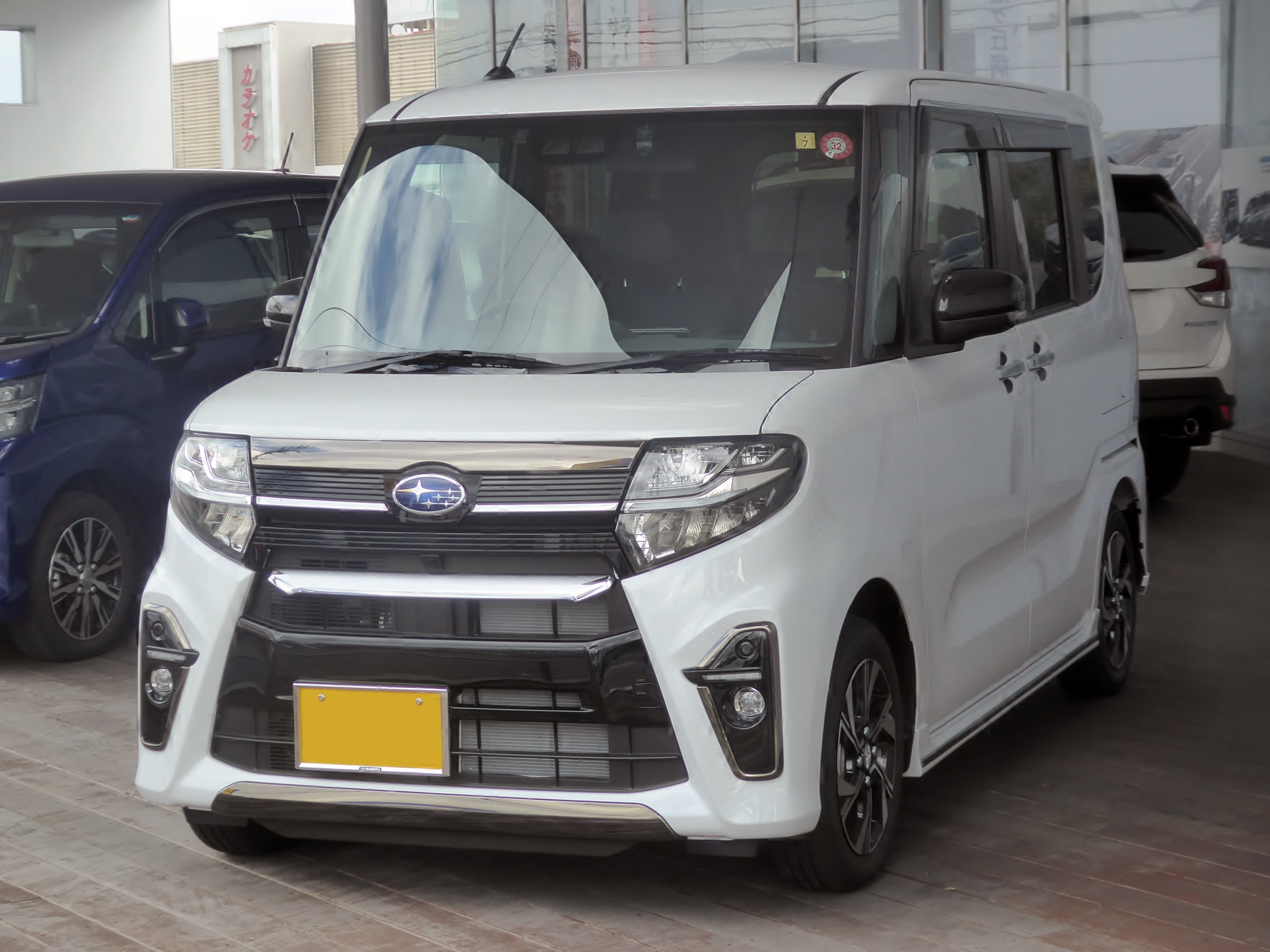
2019 Chiffon Custom R SA 4WD (LA660F, до рестайлинга)
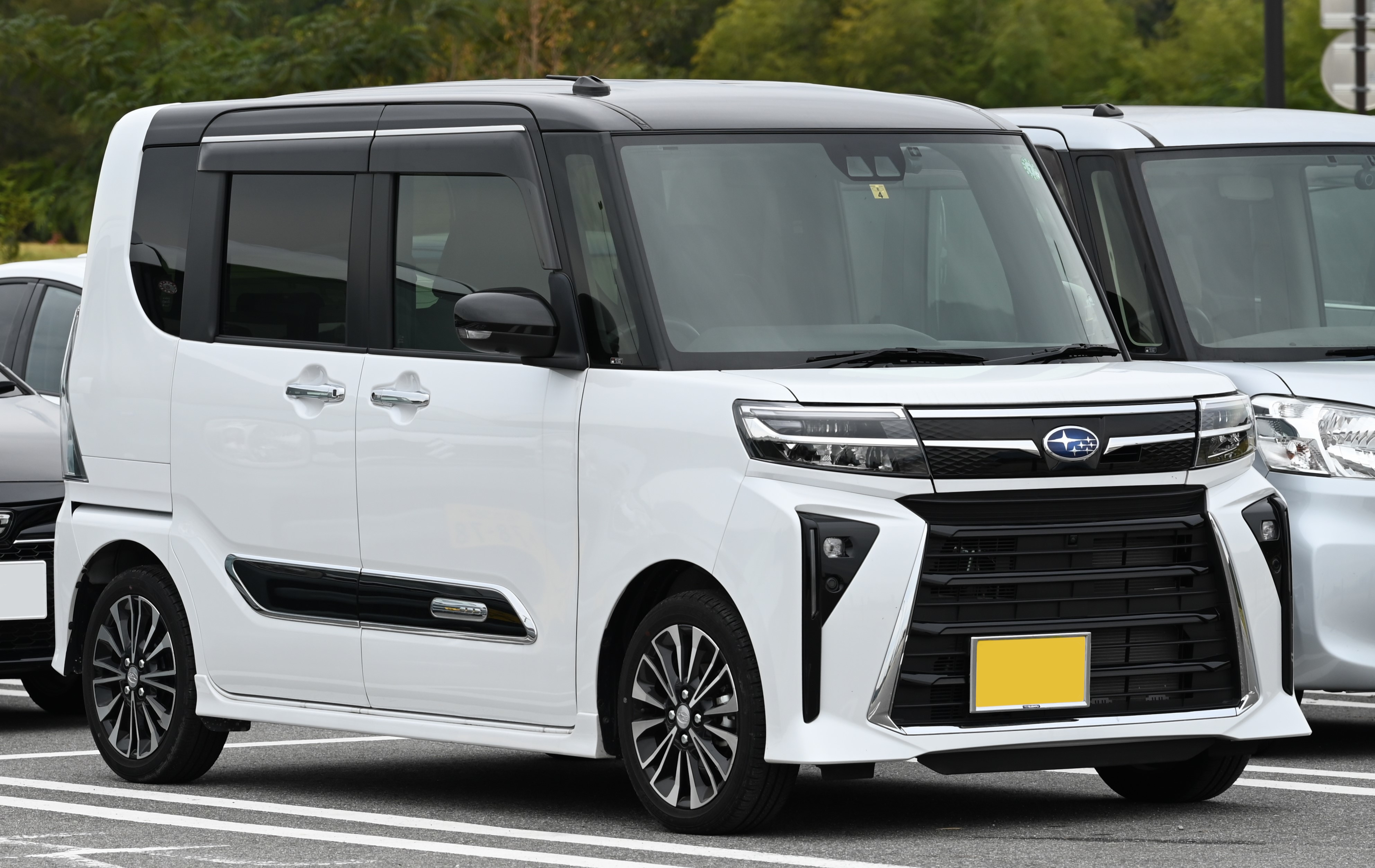
2022 Chiffon Custom RS (LA650F, рестайлинг)
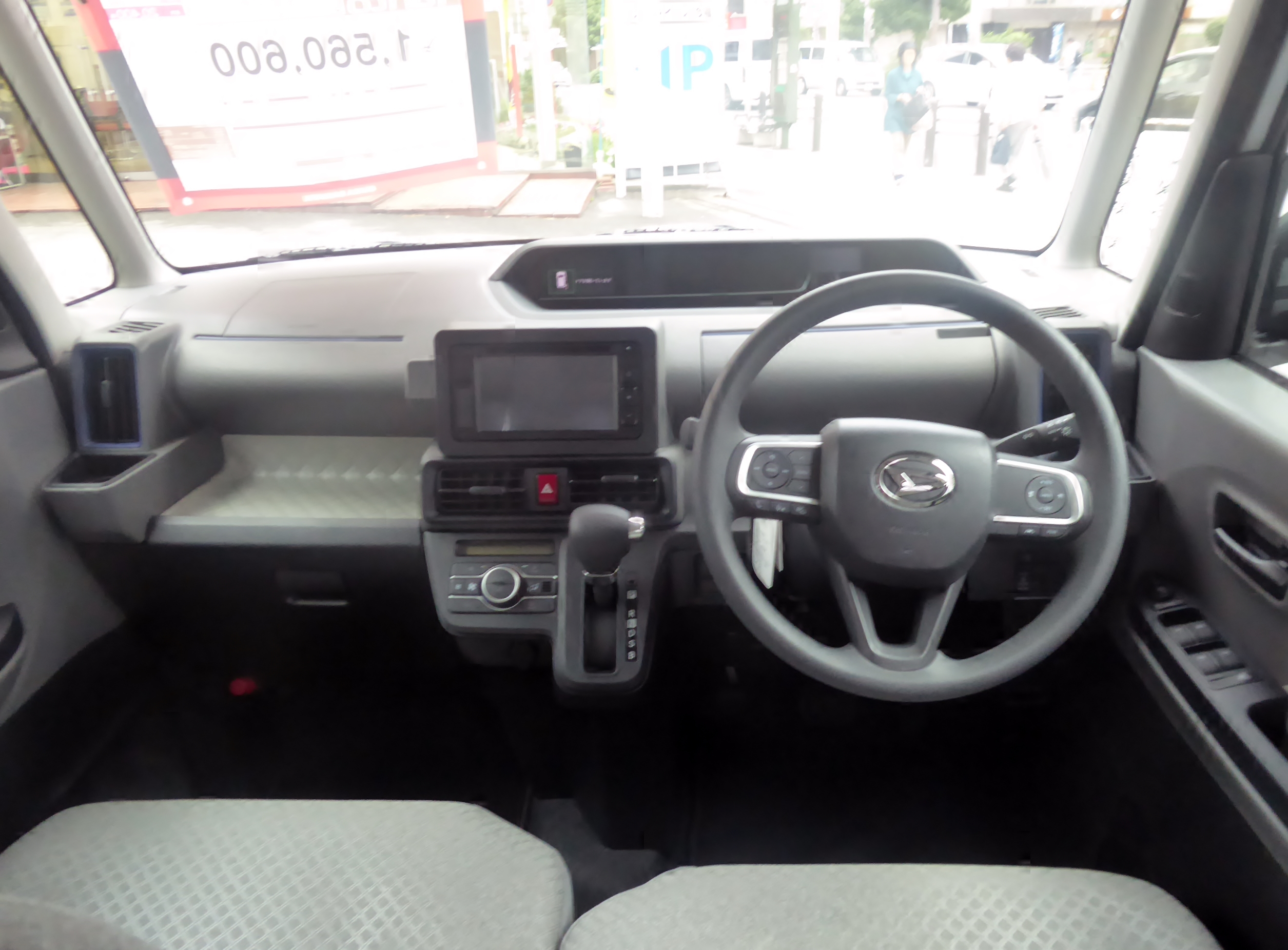
Интерьер

## Продажи
| Год  | Япония  |
| ---- | ------- |
| 2003 | 7,741   |
| 2004 | 91,933  |
| 2005 | 92,057  |
| 2006 | 106,410 |
| 2007 | 100,217 |
| 2008 | 159,322 |
| 2009 | 144,814 |
| 2010 | 140,161 |
| 2011 | 111,748 |
| 2012 | 148,146 |
| 2013 | 135,702 |
| 2014 | 232,694 |
| 2015 | 157,753 |
| 2016 | 155,999 |
| 2017 | 141,312 |
| 2018 | 136,557 |
| 2019 | 175,292 |
| 2020 | 129,681 |
| 2021 | 116,912 |
| 2022 | 107,749 |
| 2023 | 159,392 |
| 2024 | 93,759  |